# Palais de justice de Rouen
Le palais de justice de Rouen, ancien Échiquier de Normandie, est un édifice de la ville de Rouen, situé dans le département français de la Seine Maritime, en région Normandie. Il s'agit de l'un des monuments les plus emblématiques de la capitale normande.
Réalisé en grande partie de 1499 à 1507 pour abriter le Parloir aux Bourgeois et l'ancien Échiquier de Normandie, il devient Parlement de Normandie sous le règne de François Ier, en 1515, avant de faire fonction de palais de justice à partir de la Révolution française. Le bâtiment sera agrandi au XIXe siècle vers les rues Jeanne-d'Arc et Socrate.
Par l'ampleur et la richesse de sa conception, il témoigne d'abord de la prospérité retrouvée de la ville de Rouen à la fin du XVe siècle, renouvelant alors un patrimoine municipal auparavant négligé.
En tant qu'exemple de l'architecture civile de style Louis XII des premières décennies du XVIe siècle, le monument fait l'objet d’un classement au titre des monuments historiques par la liste de 1840,. Son architecture est à rapprocher de celle de l'hôtel de Bourgtheroulde et du bureau des Finances contemporains.
Une première fois ravagé le 19 avril 1944 lors d'un bombardement de grande ampleur sur Rouen et son agglomération, c'est cependant le bombardement du 26 août, précédant la libération de la ville qui provoqua le plus de dégâts, anéantissant presque radicalement le corps de logis central de style Louis XII. L'édifice doit alors être partiellement reconstruit. L'achèvement quasi complet de cette restitution minutieuse confirmera le classement de l'édifice au titre des monuments historiques en 1977 suivie par son inscription définitive en 1979.
Ce site est desservi par la station souterraine de tramway Palais de Justice - Gisèle Halimi.

## Histoire

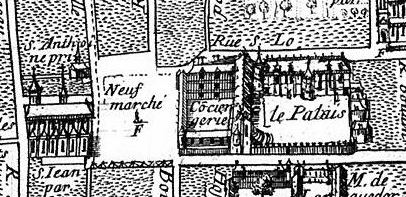
Le plan de Jacques Gomboust de 1655 nous représente l'église Saint-Jean-sur-Renelle, la place du Marché-Neuf et le palais de Justice (École nationale supérieure d'architecture de Normandie).

Le 3 mars 1494, les conseillers de la ville adoptent une résolution en vue de construire au Neuf Marché une grande salle, dénommée aujourd'hui Salle des Procureurs, où les marchands de la ville pourront se réunir. Première étape de la construction de l'actuel palais de justice, cet édifice, correspondant actuellement au corps de bâtiment ouest, est construit entre 1499 et 1508 par les architectes Roger Ango et Roulland Le Roux.
Au XVe siècle la justice normande est rendue par un tribunal itinérant. En 1499, le roi Louis XII, sous l'insistance notamment du cardinal Georges d'Amboise réforme l'Échiquier et en fait une cour permanente.

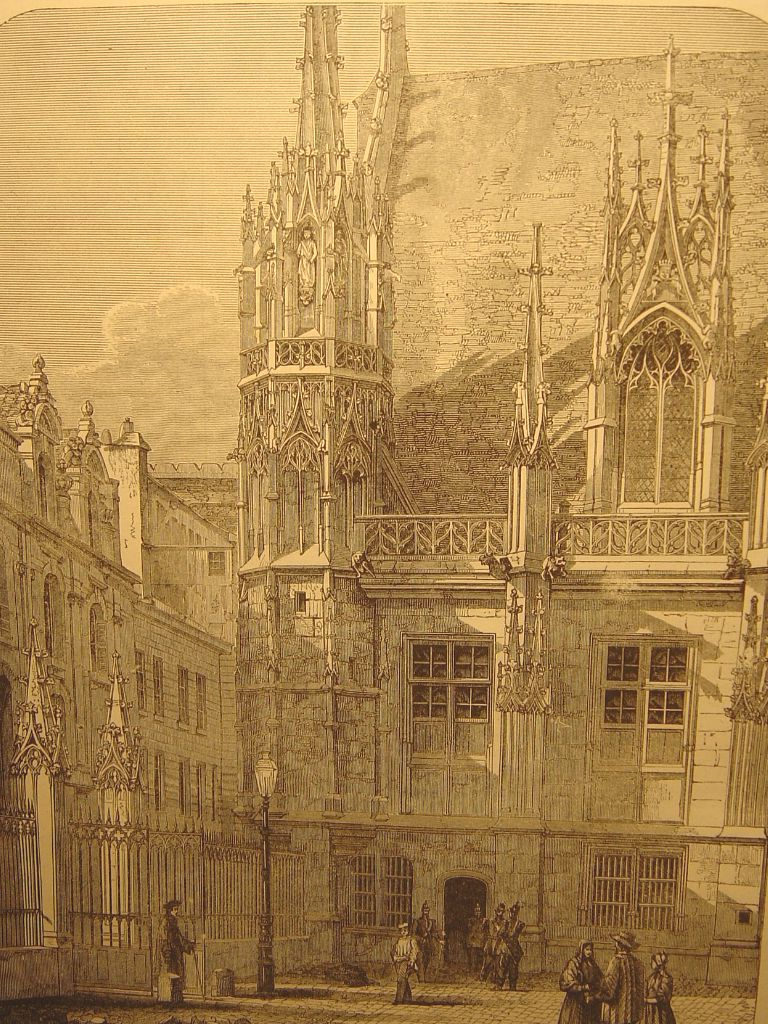
L'aile Ouest avant les travaux de la fin du XIXe siècle (L'illustration Européenne, 1872).

Alors qu'en 1508, Louis XII fixe sa résidence à Rouen, s’élève en retour d’équerre, à l’extrémité nord de ce premier édifice, le Palais royal ainsi que l'échiquier de Normandie, devenu rapidement parlement de Normandie à l'avènement de François Ier. Correspondant à l'actuel corps de bâtiment nord, sa façade, exposée au midi, s’étend sur une largeur de plus de 65 m. Il est probablement commencé en 1509 tandis que le gros œuvre est terminé en 1517. Marquant une évolution stylistique, cette partie de l'édifice est marquée par le style Louis XII, transition entre l'art gothique et la Première Renaissance.
Entre 1525 et 1528 environ, le bâtiment est rallongé d'une travée vers l'est. La toiture est alors modifiée par la réalisation de deux grandes lucarnes, complétée par des ouvertures percées à l'étage. Cette extension serait partiellement l’œuvre de Roulland Le Roux, architecte du bureau des Finances (actuel office de tourisme de Rouen). Tandis qu'un nouvel escalier sur la travée sud de la salle des procureurs est réalisé par Jean Delarue et Étienne Guiffart en 1531, la moitié orientale du corps de bâtiment nord est achevée vers 1550.
L'édifice jugé trop étroit au XVIIIe siècle, amène la création dès 1700, d'une nouvelle aile en regard de la salle des Procureurs. Réalisée par Jacques II Millets-Désruisseaux, elle se développe en retour d'équerre sur la rue Saint-Lo. Afin de compléter ce nouvel ensemble, un corps de logis situé sur la place du Neuf Marché est commencé en 1739 par Pierre Jarry avant d'être achevée en 1759 par Alexandre Dubois.
La façade ouest de cet édifice, de style classique, comportait une avancée centrale longue de huit travées, cantonnée à chacune de ses extrémités, par un pavillon d'angle élevé en retrait sur deux travées.
Au XIXe siècle, ce groupe de bâtiments est en si mauvais état que le fronton principal finit par s’écrouler le 1er avril 1812, à dix heures du soir, déterminant, par là-même, la chute du plafond où Jean Jouvenet, paralysé de la main droite, avait peint de la main gauche, le Triomphe de la Justice.

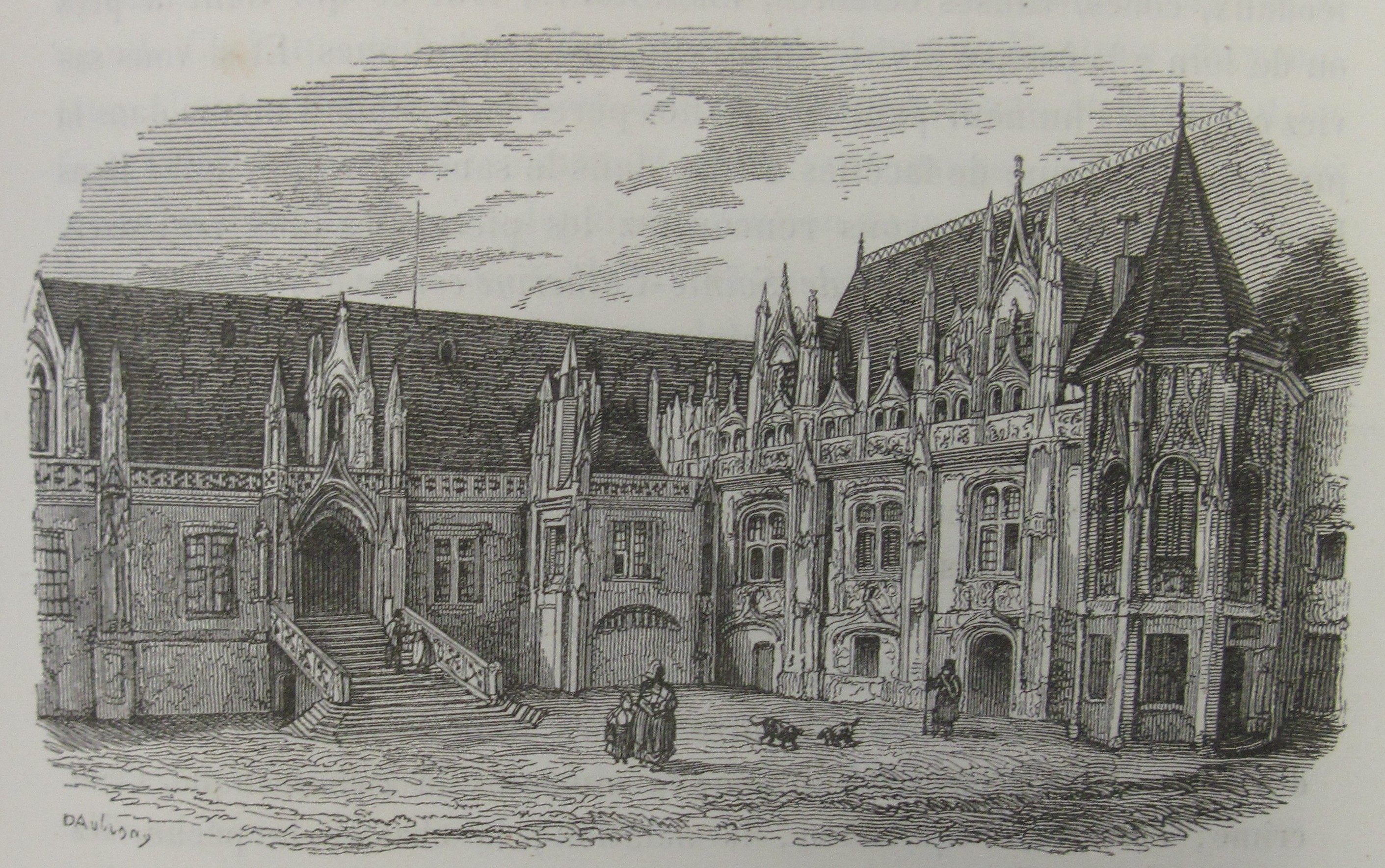
L'aile Ouest avec son premier escalier de style néogothique réalisé par Henri Charles Grégoire, démonté au début du XXe siècle alors que survient l'« affaire de l'escalier » (La Normandie historique, pittoresque et monumentale, vers 1843).

Formant une disparate désagréable avec l’ensemble du monument, ces édifices de style moderne, sont finalement remplacés de 1833 à 1836 par des constructions spacieuses, tout à fait en rapport avec le style des deux autres ailes médiévales. Complétant ces travaux, le pavillon situé dans l'angle nord-ouest de la cour et la porte aux Cerfs (sur la rue aux Juifs) est démoli en 1834.
Alors que le mur crénelé sur la rue aux Juifs, accusé de trop obscurcir la cour d'honneur, fait place à une grille achevée en 1836, une restauration générale de la façade est confiée en 1844, malgré quelques réserves, à Henri Charles Grégoire (1791-1854), architecte des bâtiments civils du département de la Seine-Inférieure. Contre toute attente, l'habileté dont il fit preuve pour mener à bien cette entreprise, lui vaudra d'être rappelé par la commission des monuments historiques afin d'achever la façade de l'abbaye Saint-Ouen. Parallèlement, l'escalier de la salle des procureurs, menaçant ruine, Henri Charles Grégoire se voit confier le soin de le remplacer par un nouvel escalier de style néogothique qu'il déplaça au milieu de l'aile médiévale afin de ne pas cacher la riche ordonnance des façades du palais.
Afin de remplacer la statuaire du Palais de Justice, en grande partie disparue à la Révolution, on confia dès 1836, à Joseph Brun (1792-1855), premier Prix de Rome en 1817, de représenter dans le costume de leur temps, les différentes classes sociales et personnalités qui concoururent à l’érection de l'édifice. On retrouve ainsi sculptés Louis XII, Anne de Bretagne, le cardinal d'Amboise, François Ier, une allégorie de la Justice, un laboureur, une villageoise, une damoiselle, un seigneur, un moine ainsi qu'un artiste.
Participant de l'historicisme ambiant, Louis Desmarest s'essaie entre 1857 et 1885 à la restitution des décors de la Grande chambre et de la Salle des procureurs tandis que Lucien Lefort, apôtre de l'historicisme à Rouen, reconstruit et agrandit à partir de 1880 le corps de bâtiment ouest réalisé au XVIIIe siècle par l'architecte Pierre Jarry.
L'escalier flanquant l'aile médiévale sur gauche de la cour d'honneur a été reconstruit en 1904 par Paul Selmersheim. Cette création de style néogothique champenois fait suite à l'« affaire de l'escalier » qui vit le démontage de l'œuvre réalisée en 1903 par l'architecte Lucien Lefort.
Au cours de la Seconde Guerre mondiale, l'ensemble de l'édifice est une première fois ravagé le 19 avril 1944 lors du bombardement dit de la « semaine rouge », provoquant la destruction quasi totale des intérieurs de l'aile ouest de style gothique flamboyant. Pour autant, à la suite d'une erreur de marqueur, c'est le bombardement du 26 août, précédant la libération de la ville, qui provoqua le plus de dégâts en anéantissant presque radicalement le corps de logis central de style Louis XII. Seuls les murs de pierre restent debout tandis que pinacles, charpentes et magnifiques vaisseaux de bois de chêne en forme de carène renversée, sont détruits. Tous les intérieurs dont la magnifique salle des assises sont ravagés. Cette dernière a été restituée depuis avec son plafond à caissons de style Renaissance tandis que les charpentes ont été remplacées par des carènes de béton.
Si les parties néogothiques échappent à la destruction, elles restent encore marquées par les impacts des bombes, maintenus volontairement en l'état, afin de rendre hommage et de perpétuer le souvenir des milliers de victimes de ces jours décisifs, rappelant par là même quel a été le prix payé par la ville de Rouen pour la Libération de la France. De ce fait, l'installation de Jan Vormann placée en 2020 provoque une polémique.

## L'Affaire de l'escalier (1902-1904)

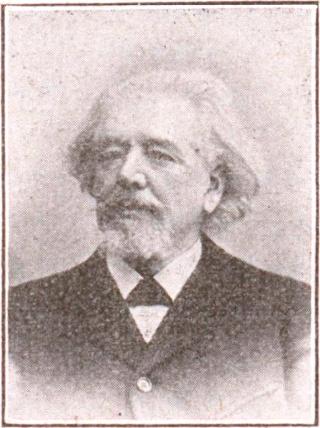
Antoine Paul Selmersheim (1840-1916) photographié en 1916 par Charles Ogerau.

Dans le premier quart du XXe siècle, on se préoccupe de rétablir dans sa forme ancienne l'escalier de la Salle des procureurs, le long de la rue aux Juifs. Menaçant ruine, l'original construit en 1531 par Jean Delarue et Étienne Guiffart, avait disparu dans les années 1830, remplacé par une œuvre néogothique d'Henri Charles Grégoire. S'appuyant sur les dessins réalisés en 1824 par Richard Parkes Bonington (aujourd'hui au Centre d'art britannique de Yale), le travail confié à l'architecte Lucien Lefort en 1902, créa alors une vive polémique, connue sous le nom de l'« affaire de l'escalier ». Devant un tel tollé, la commission des monuments historiques se voit contrainte d'accepter dès le début de l'année 1903 sa démolition et son remplacement par un nouvel escalier dont la construction fut alors confiée à Paul Selmersheim, inspecteur général des monuments historiques depuis 1885.
Bien plus que la forme polygonale de la nouvelle construction, c'est la reconstitution d'une partie du mur crénelé disparu depuis 1836, qui fut vivement critiquée par les Rouennais. On lui reprochait de masquer la riche ordonnance des façades du palais. Ses défenseurs eurent beau faire référence au mur identique de l'hôtel de Cluny de Paris, ils ne furent pas écoutés. Pendant toute cette période d'ailleurs, continuent de coexister, de manière insolite, les escaliers d'Henri Charles Grégoire et de Lucien Lefort, encombrant par leur ampleur toute la partie ouest de la cour d'honneur.
Tandis que l'on procède à un démontage général à partir d'août 1903, le mur crénelé fut couvert de graffitis du genre « A bas le mur », « Prière de pisser en passant » ou encore « C'est pas fort, Lefort ».
Paul Selmersheim, alors chargé du démontage et de la reconstruction à l'identique du chœur et du transept de la basilique Saint-Urbain de Troyes, cherche à tirer parti de cette expérience pour réaliser un porche voûté à volée suspendue dans un style néogothique champenois. Ce choix pouvant paraître inapproprié, lui permet paradoxalement d'élaborer une architecture aérienne pouvant correspondre au mieux aux attentes esthétiques des Rouennais tout en mettant fin à la polémique.

## Architecture

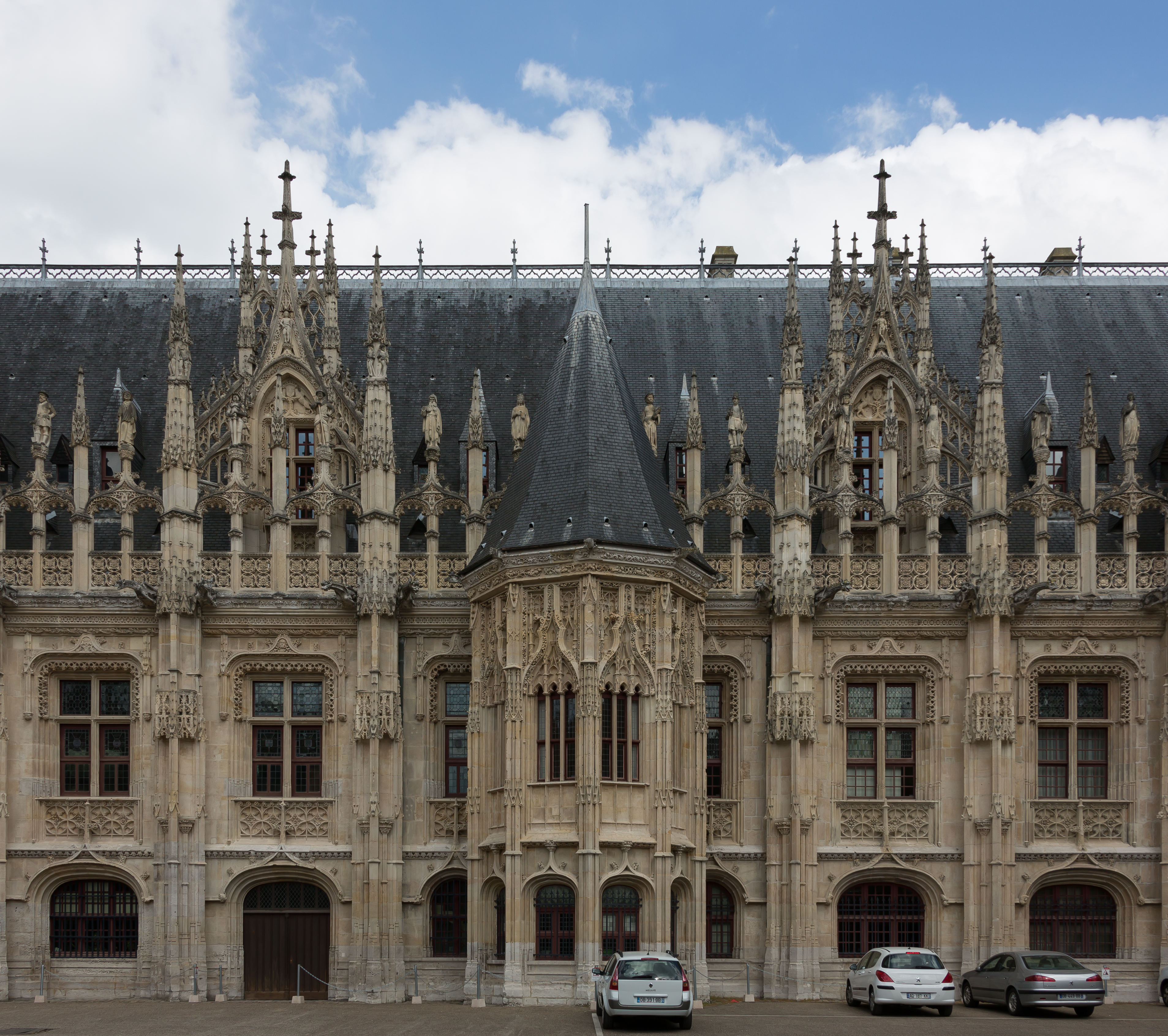
L'ancien Palais royal, au centre de l'édifice, fut réalisé principalement entre 1507 et 1517 dans le Style Louis XII.
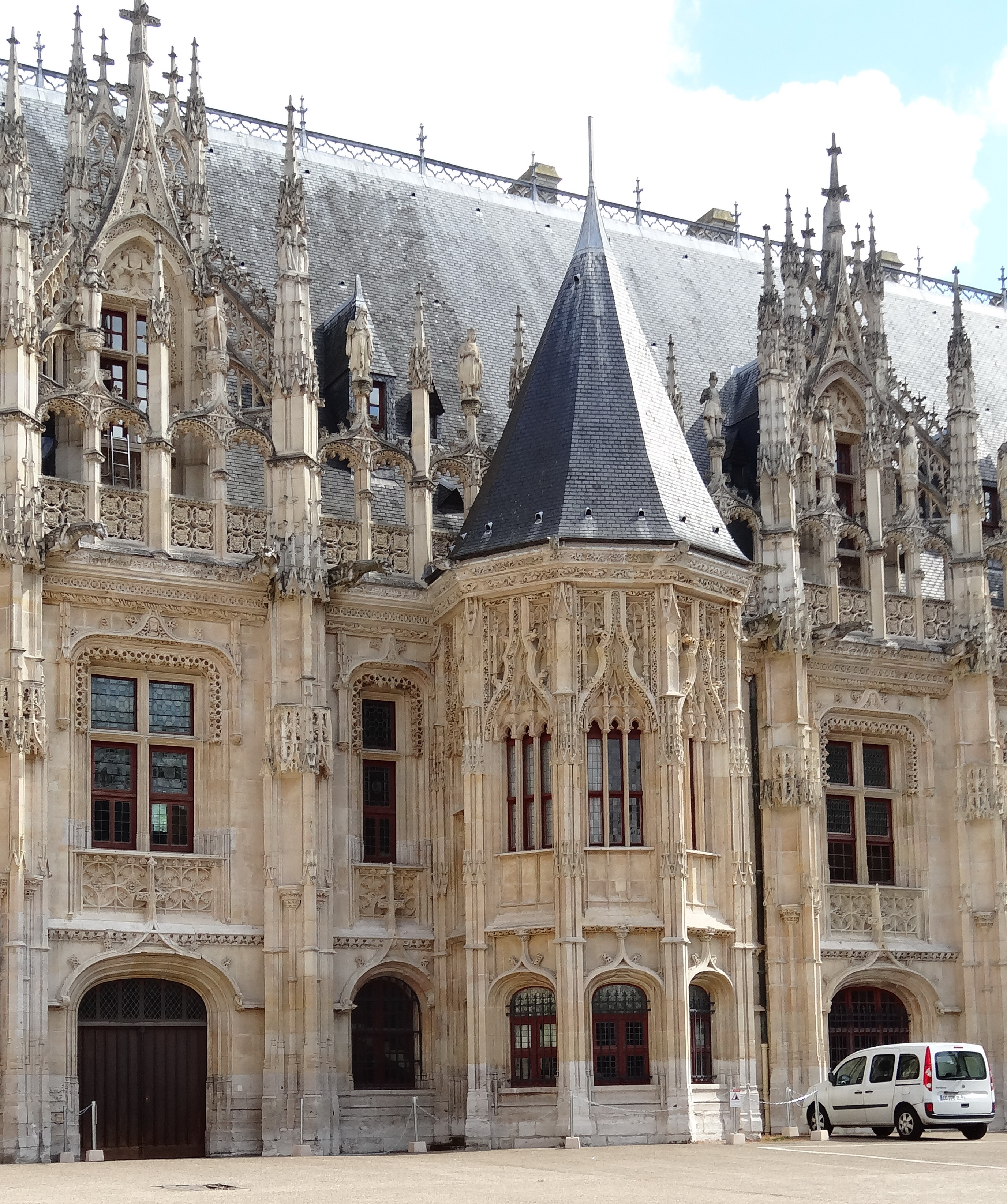
Pavillon en avant-corps de l'ancien Palais royal, corps central de l'édifice (1507-1517).
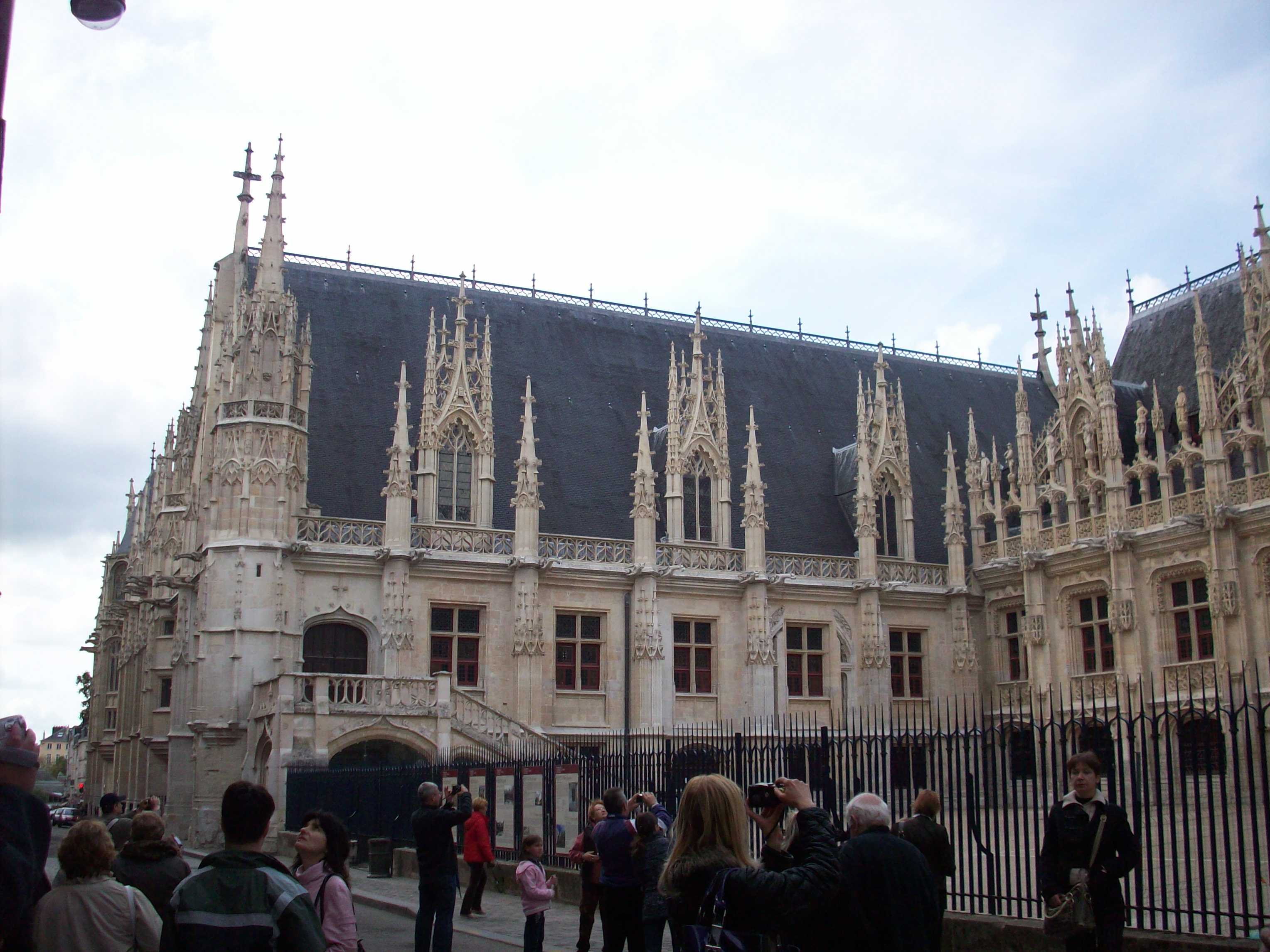
L'aile Ouest, réalisée entre 1499 et 1507, avec son clocher de style gothique flamboyant.
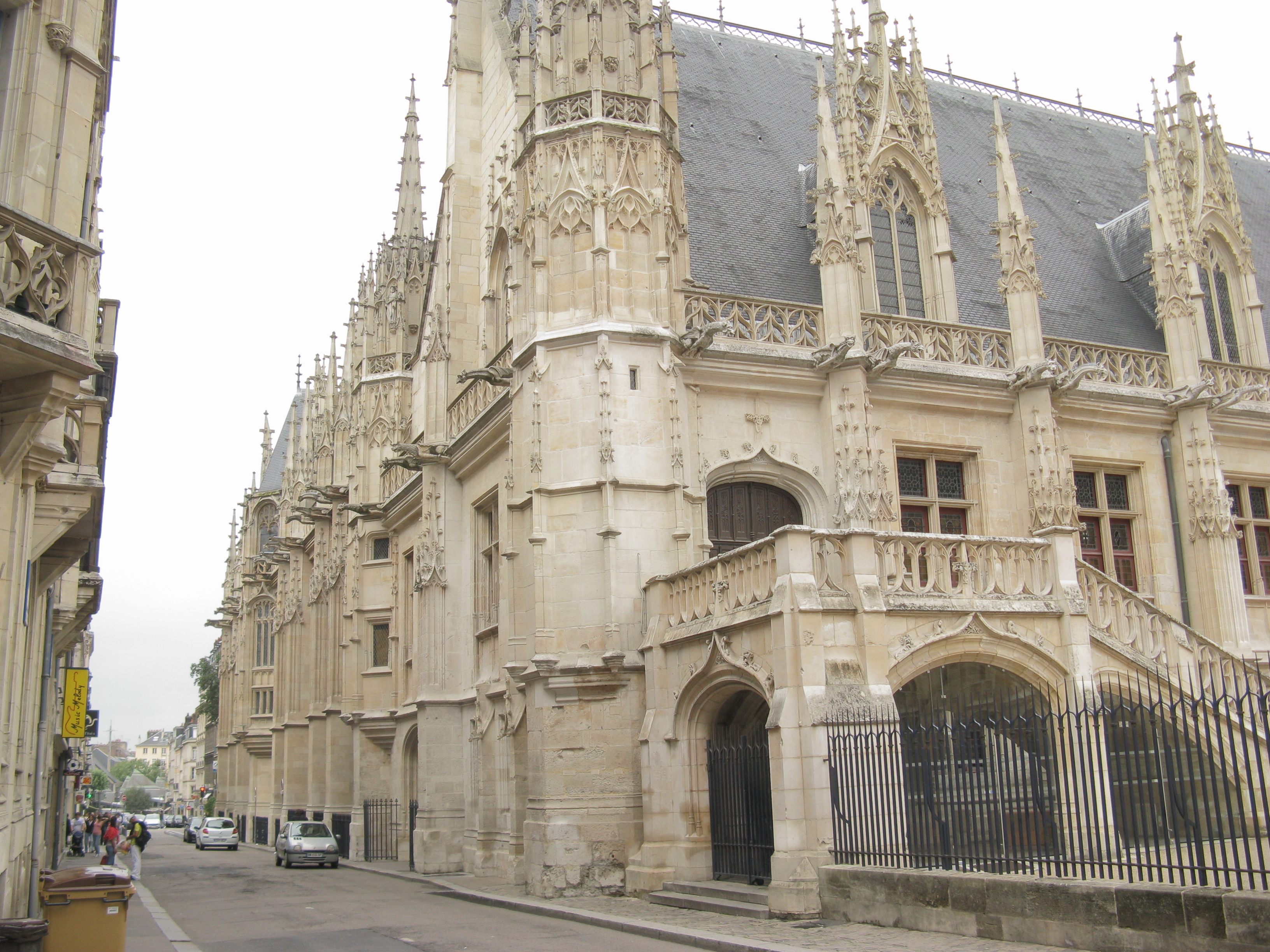
L'aile Ouest, réalisée entre 1499 et 1507, avec son clocher de style gothique flamboyant flanqué par un escalier néogothique.
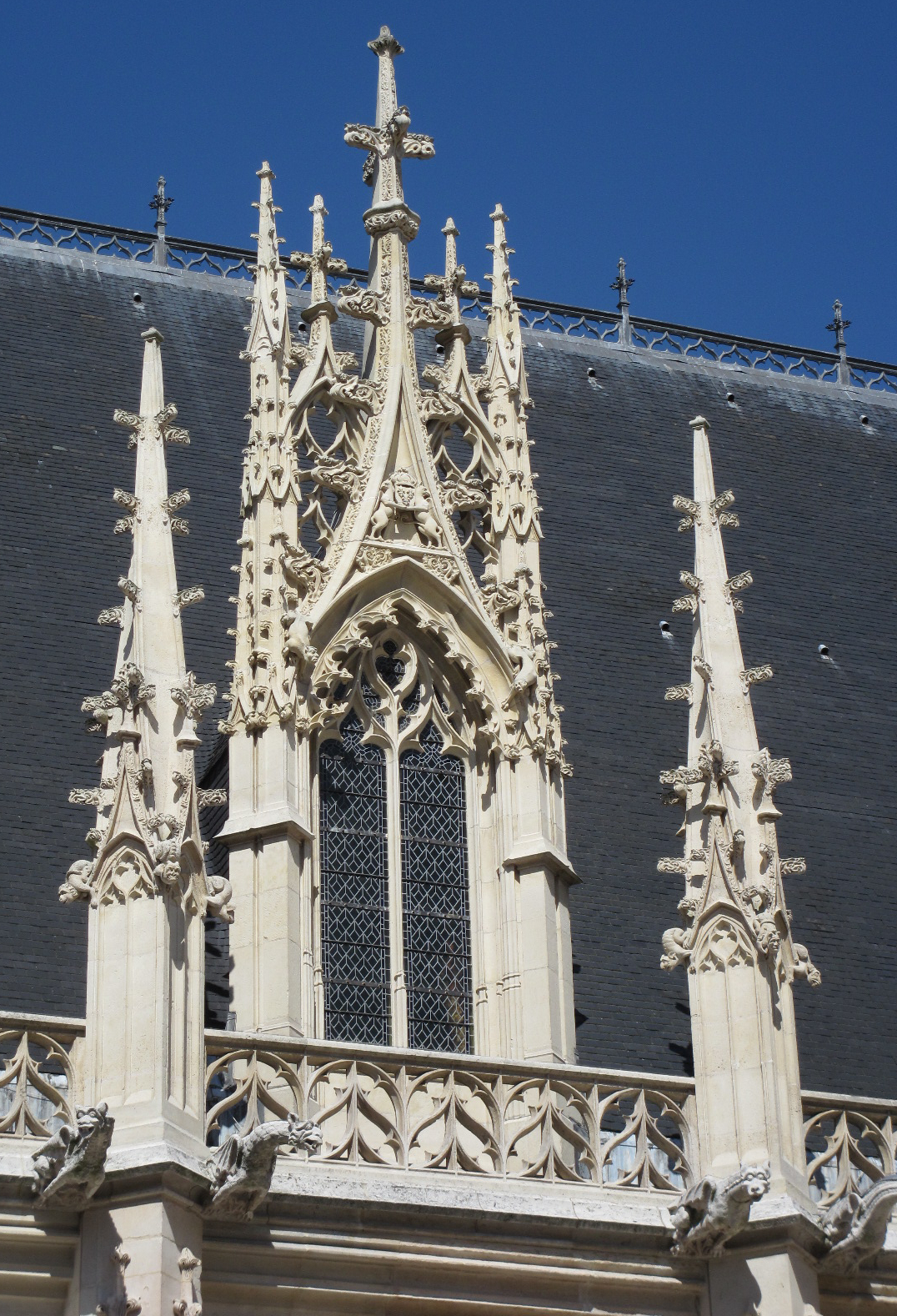
Lucarne de style gothique flamboyant surmontant l'aile Ouest (1499-1507).
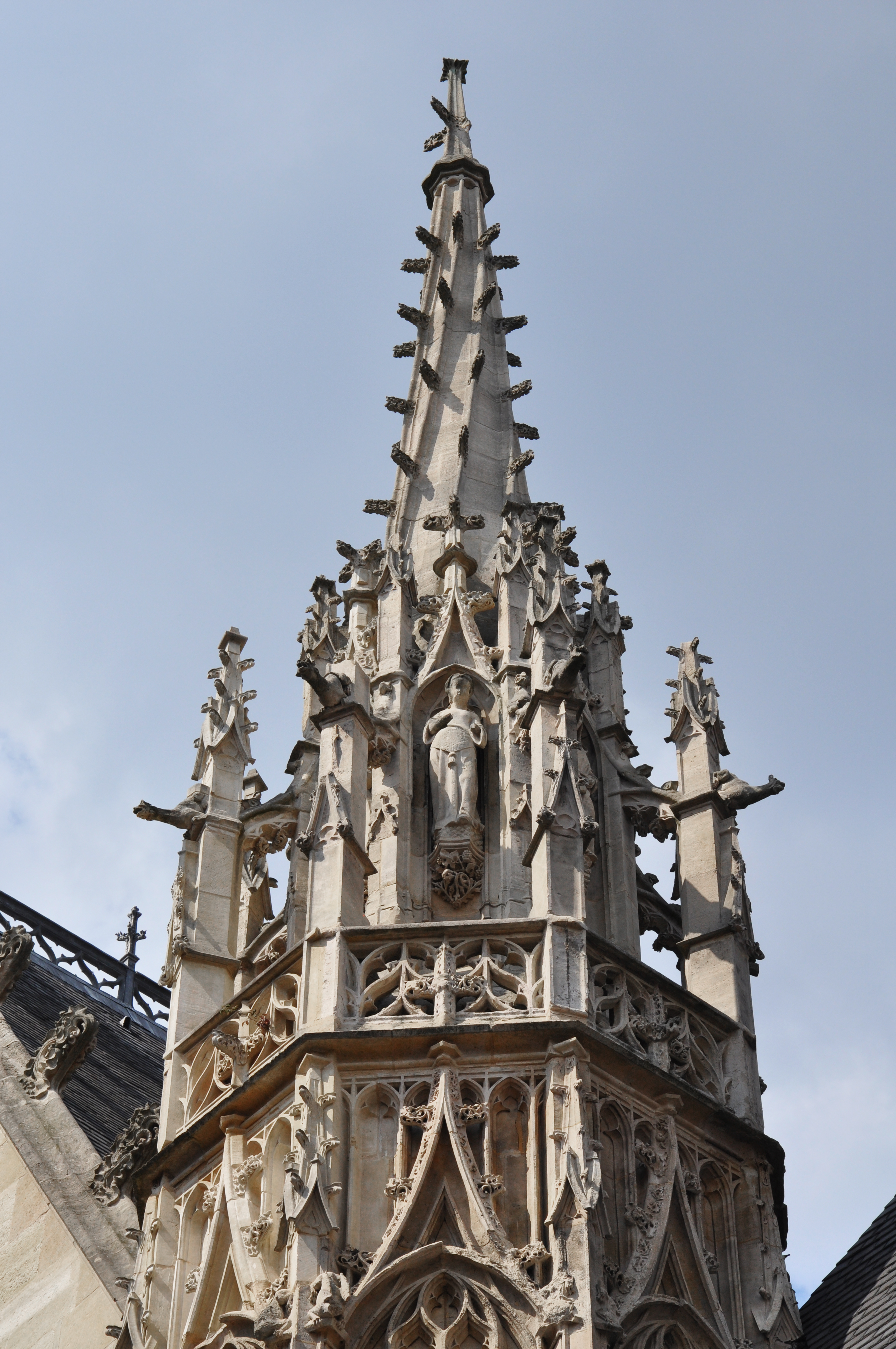
Le clocher de style gothique flamboyant (1499-1507).
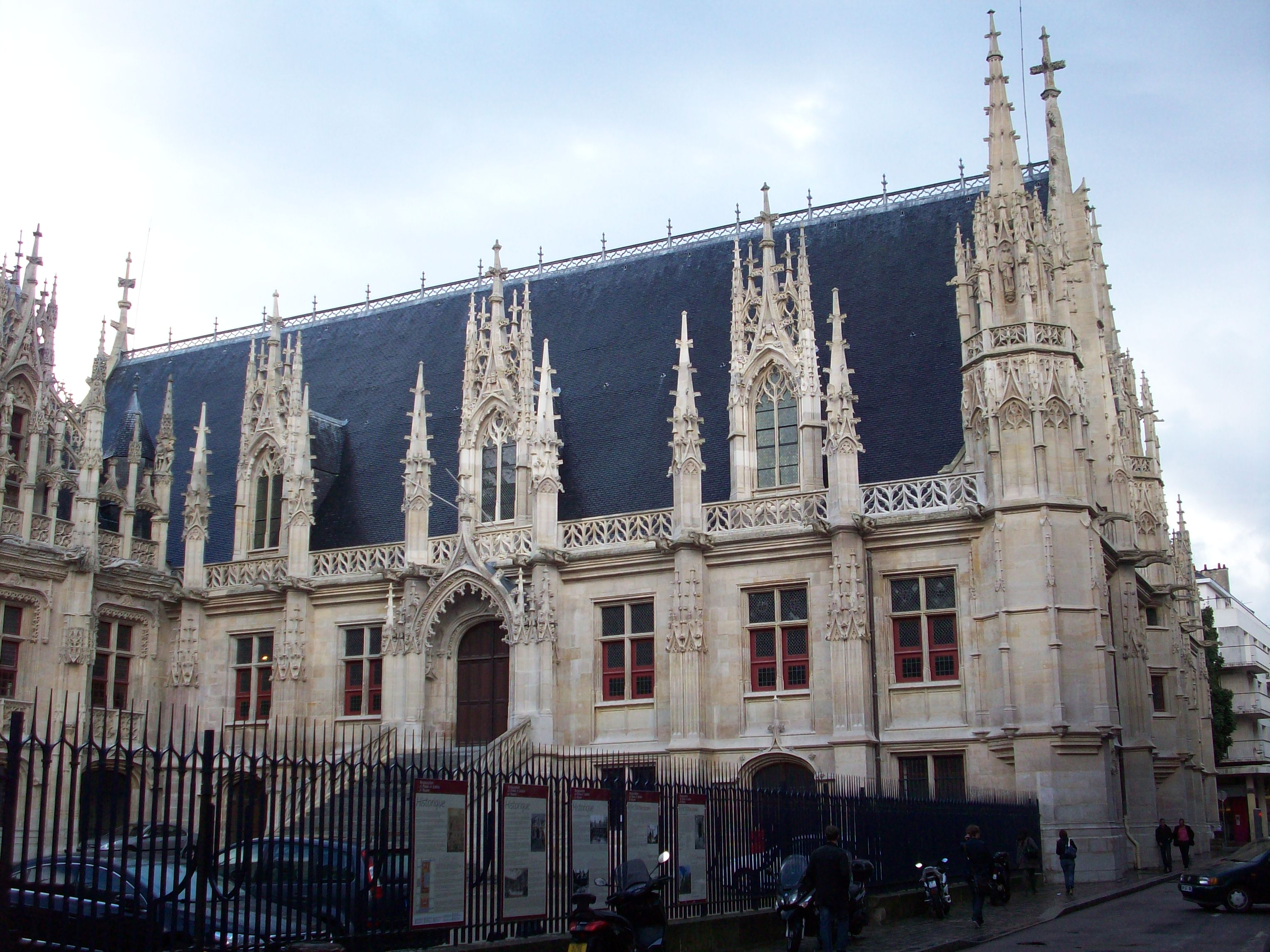
L'aile Est de style néogothique (fin du XIXe s).
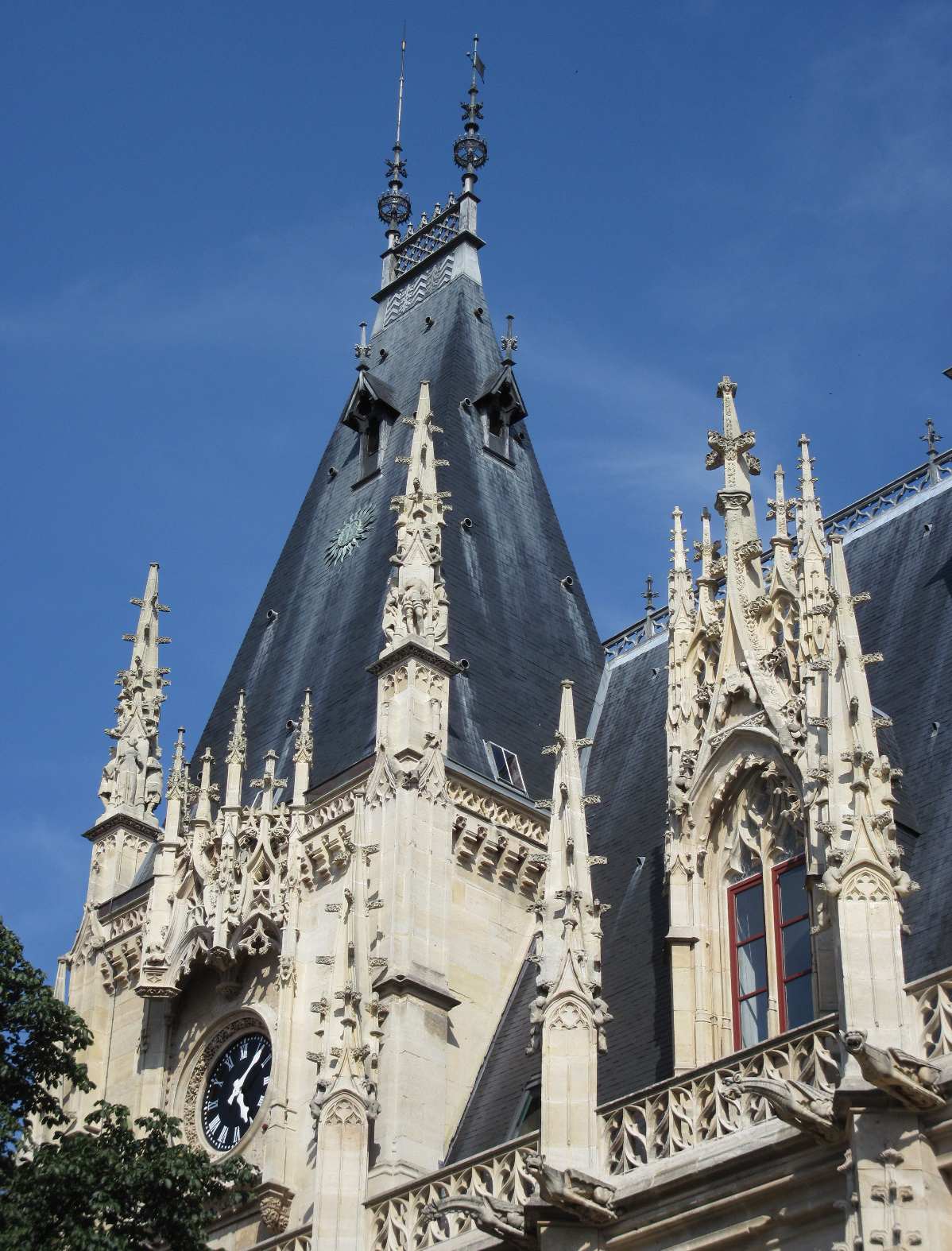
La tour de l'horloge, réalisée en style néogothique (1885).
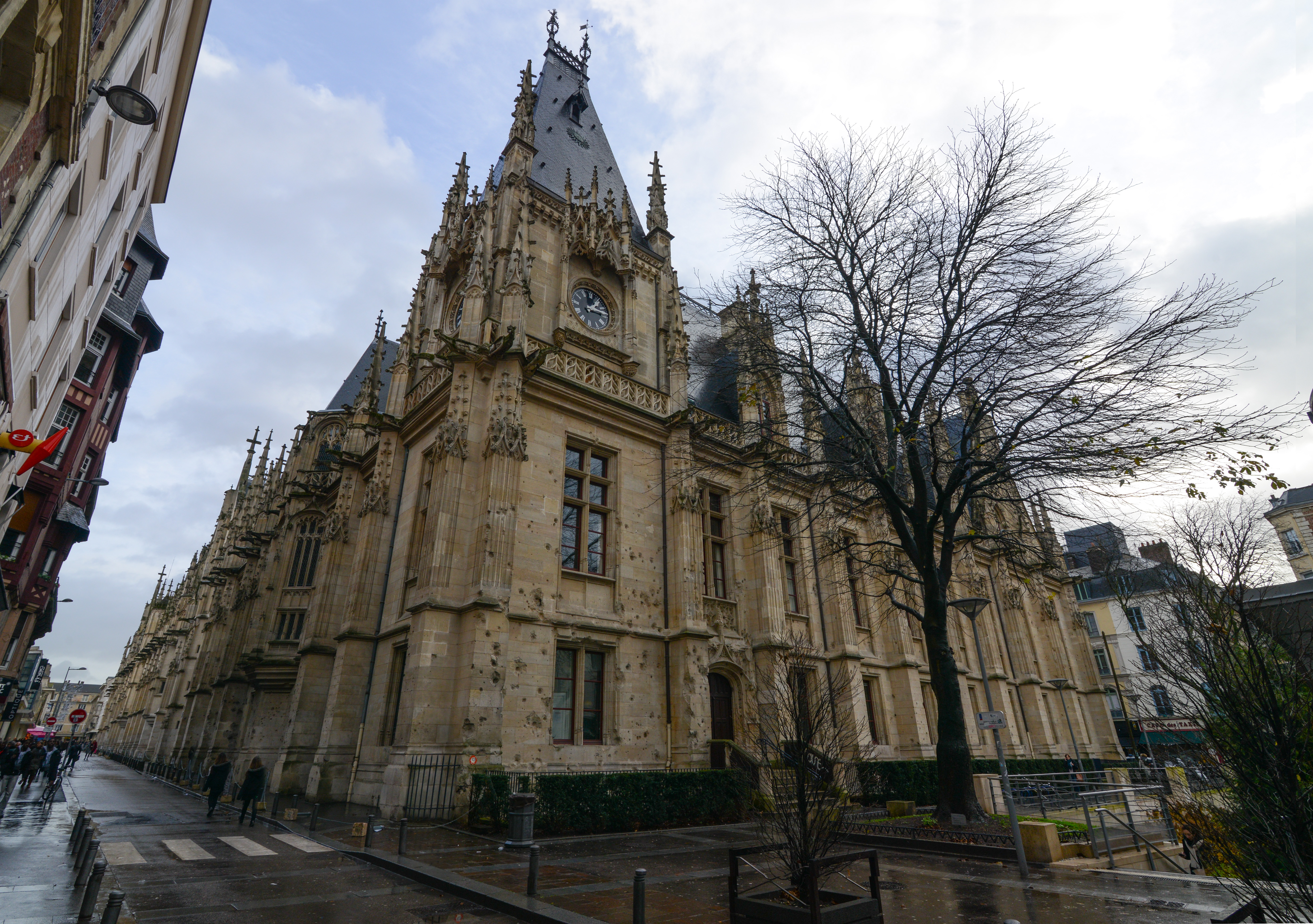
Façade avec tour de l'horloge, réalisée en style néogothique (1885).

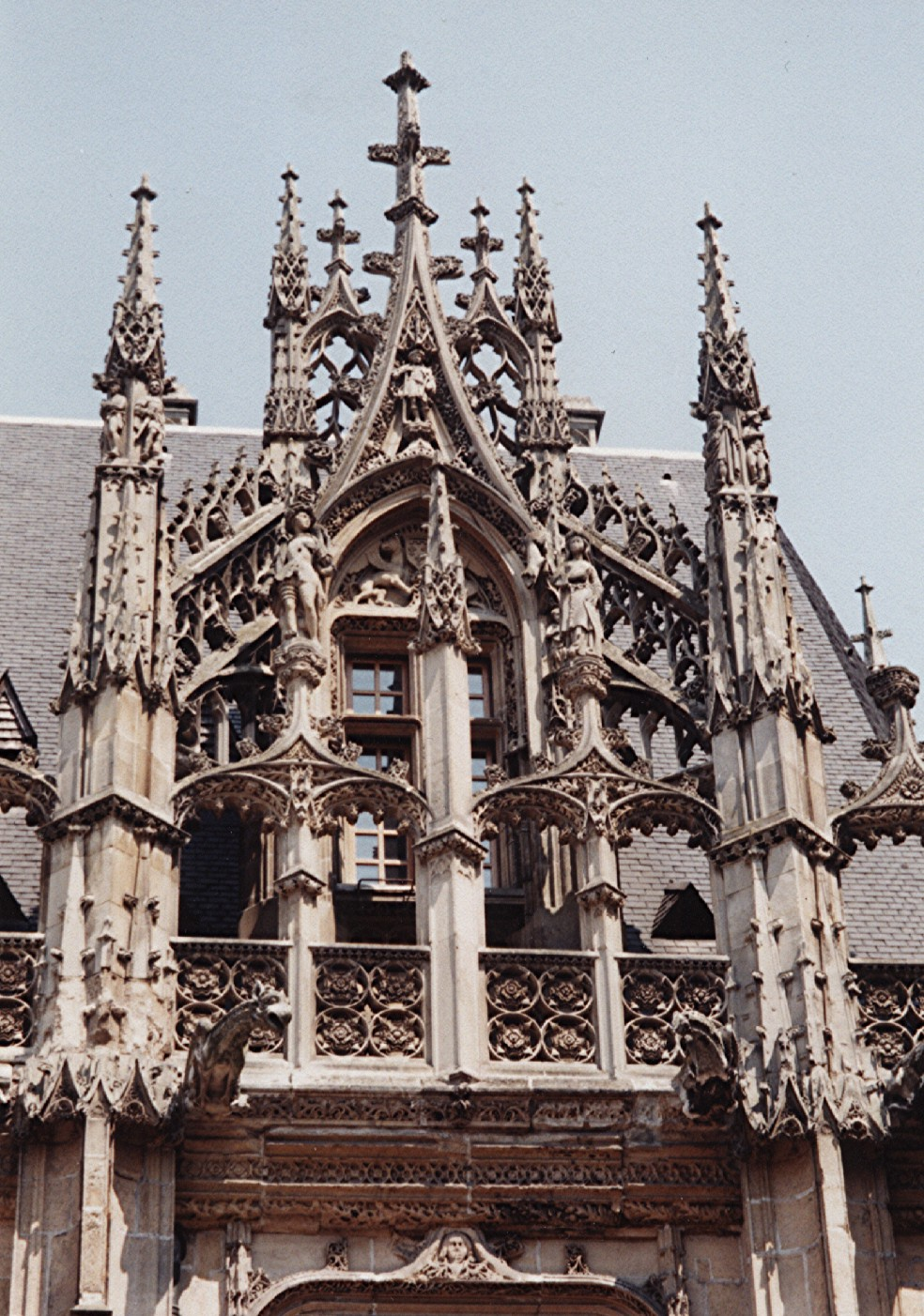
Lucarne, claire-voie et balustrade de Style Louis XII, se développant à la base du toit du corps central, ancien Palais royal en 1508 (1499-1517).

Le palais de justice est une des seules réalisations de l'architecture gothique civile de la fin du Moyen Âge en France. Signe des temps, la large façade du bâtiment est monumentale : au sortir de la guerre de Cent ans, il y a alors une volonté affichée d'éblouir et de marquer la puissance urbaine retrouvée par des emprunts au vocabulaire architectural des édifices religieux.
C'est par l'aile ouest que commencent les travaux vers 1499. Situé à gauche de l'ensemble actuel, cet édifice constitue alors le palais du Neuf Marché. Encore toute médiévale, sa façade de style gothique flamboyant présente la caractéristique d'être ouvragée sur plusieurs plans, sans toutefois aller jusqu'à la surcharge décorative qui caractérisera la partie centrale de l'édifice. Dans cette aile, la naissance du toit s'orne de pinacles, de gargouilles ainsi que d'une balustrade à motifs de soufflets et mouchettes dont les motifs tout en courbes et contre-courbes semblent évoquer comme disait Michelet « des flammes, des cœurs ou des larmes ». Tout en couronnant l'ensemble, les lucarnes flamboyantes s'ornent déjà à leurs sommets, d'arcs en accolade à festons surmontés d'arcatures ajourées. Autant d'éléments qui se développeront amplement sur l'aile centrale de l'édifice, plus tardif. Cette tradition française de surmonter les façades de lucarnes séduira d'ailleurs Serlio lors de son arrivée en France en 1540 : les lucarnes "sont de grands ornements pour les édifices comme une couronne" et les grands combles couverts d'ardoise bleutées sont "des choses très plaisantes et nobles".
Marquant une évolution stylistique, le corps central de l'édifice, correspondant à l'ancien Palais Royal de 1508, développe déjà un style de transition entre l'art gothique et la Première Renaissance, caractérisant ce que l'on appelle le style Louis XII. Son architecture est à rapprocher de celle de l'hôtel de Bourgtheroulde et du bureau des Finances contemporains.

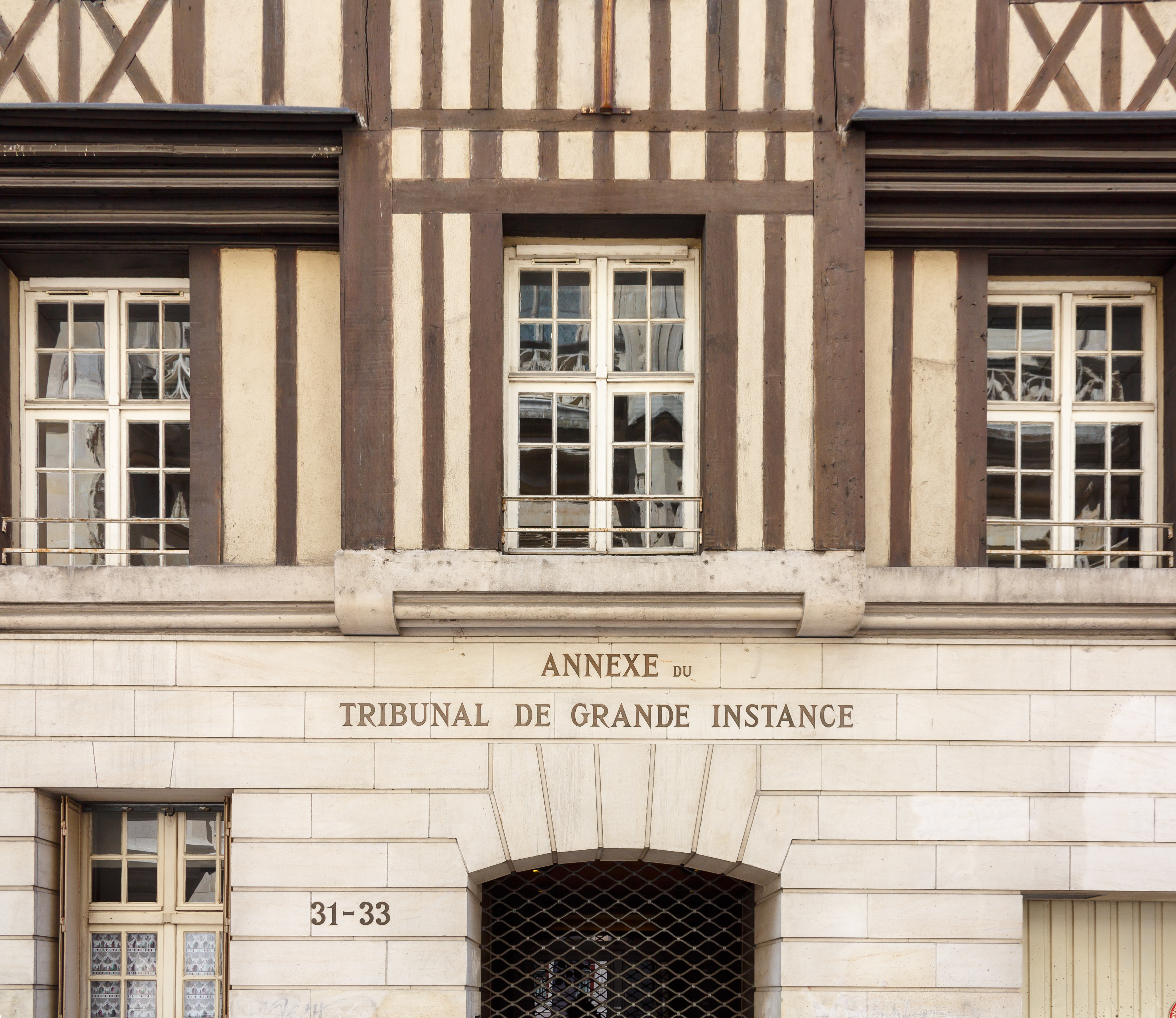
L'annexe du Tribunal de grande instance, dont l'architecture à colombages a été restituée après Guerre.

Devenu l'un des véritables leitmotivs de ce nouveau style, l'élargissement des fenêtres sur la façade, véhicule dès lors une notion de luxe tandis que leur abondance participe à la féerie du palais. Déjà à la fin du XIVe siècle, cette propriété quasi-magique d'édifices largement ouverts sur l'extérieur était apparue lorsque Guillebert de Mets évoquait la fastueuse demeure parisienne de Jacques Ducy, alors clerc à la Chambre des Comptes. Outre l’entrée de la clarté, ces ouvertures élargies permettent désormais une aération plus importante des pièces dans un souci nouveau d'hygiène de vie (Hôtel de Bourgtheroulde). Suivant un modèle apparu à la fin du XIVe siècle, les ouvertures se composent ici encore de deux larges baies divisées en leur centre par un meneau de pierre en forme de croix d'où leur nom de « croisées ». À l'époque, leurs vantaux intérieurs en bois étaient renforcés de pentures métalliques,.
Comme on peut l'observer sur l'aile Louis XII du château de Blois ou encore à l'hôtel de ville de Compiègne contemporains, l'arc brisé en ogive a été remplacé par l'arc en accolade ou arc en talon. Ce motif, apparu vers la fin du XIVe siècle, prend au palais de Justice de Rouen une grande importance et couronne presque toujours les arcs surbaissés en forme d'anse de panier. L'amortissement de ces arcs décoratifs consiste en un pédicule terminé par un panache en forme de fleuron : ces frontons avec accolade fleurie couronnent aussi bien les fenêtres que les pinacles et les portails du rez-de-chaussée. Comme sur le portail de l'hôtel de Bourgtheroulde, une suite de petites arcades trilobées séparées par des crochets, appelés festons, ornent systématiquement l'intrados des arcs.

La paroi murale présente la caractéristique d'être ouvragée sur plusieurs plans, dont la surcharge décorative, recouvrant les surfaces de leurs motifs va parfois jusqu'à étouffer la sculpture et diluer les lignes de l'architecture (Tour du Beurre de la cathédrale de Rouen). Pour autant, sous l'influence italienne, la superposition des ouvertures en travées reliées entre elles par des moulures aboutissant à une lucarne très ornée, organise de façon plus régulière le rythme des façades et annonce le quadrillage des extérieurs sous la Première Renaissance. Les fenêtres possèdent des embrasures réalisées en pierre, matériau noble par excellence, et possèdent des jambages moulurés, couronnés de linteaux en arcs elliptiques très plats, ornés de festons (comme à Châteaudun). 

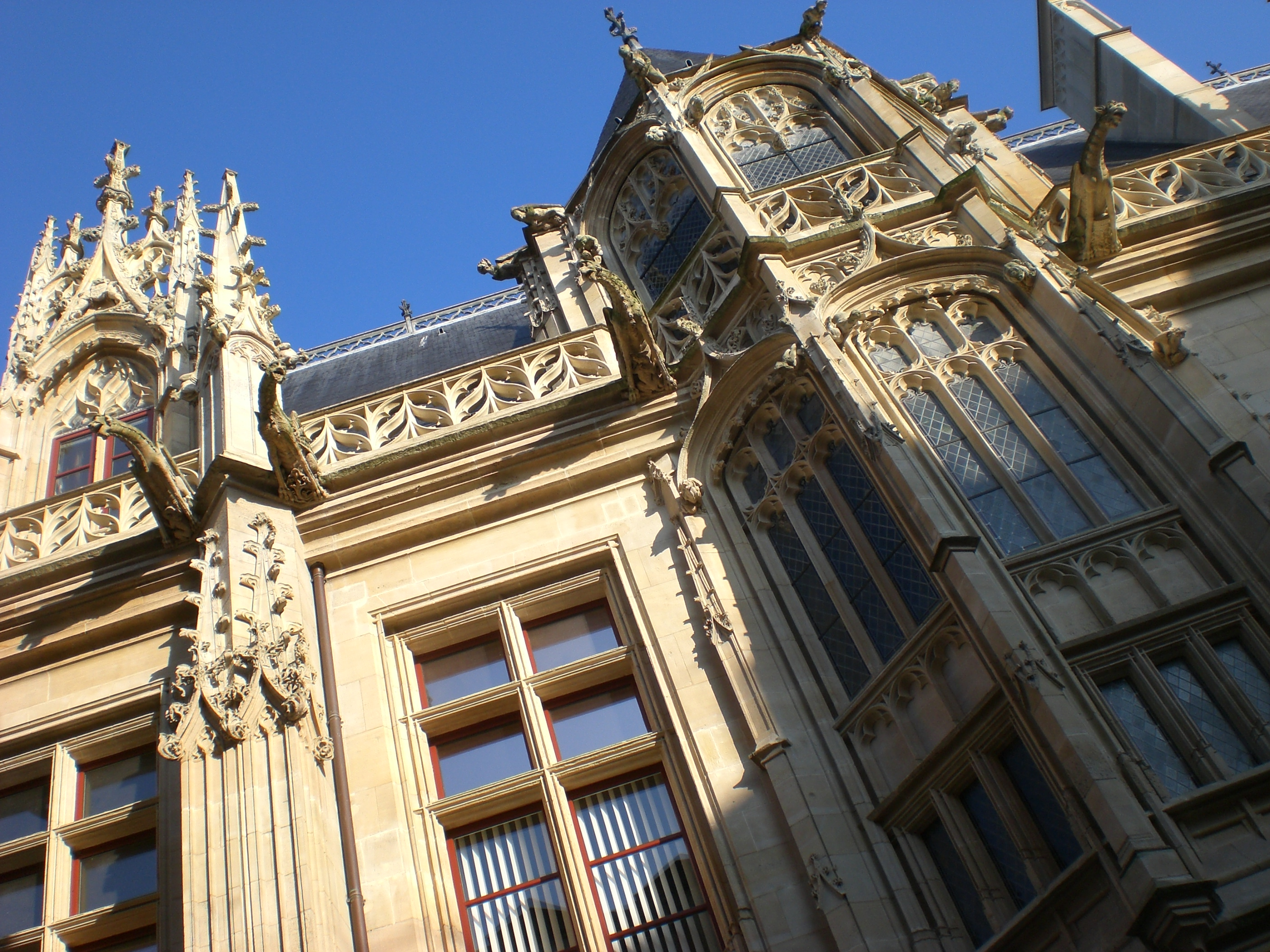
Détail de l'escalier de style néogothique sur la façade de la rue aux Juifs (fin du XIXe siècle s).

Sur le Pavillon central réalisé en avant-corps, le motif en arc en cloche est caractéristique de cette période. Apparu à la fin du XVe siècle, cet arc est constitué de deux courbes successives dont les cordes se courbent imitant la forme d'une cloche (cathédrale Notre-Dame de Senlis, maison des Têtes de Valence, etc.).
Les lucarnes représentent également l'un des exemples majeurs du style Louis XII. Richement ornées à cette époque, elles se développent à la base du toit, en une sorte de claire-voie d'arcatures et de petits arcs-boutants qui relient le fronton aux deux pinacles qui les accostent. Bien qu'elle paraissent encore pleinement dans l'esprit du gothique flamboyant, elles annoncent déjà la Première Renaissance aussi bien par leurs étagements que par l'ordonnance et la stylisation des motifs de la balustrade qu'elles surmontent.
Afin de remplacer la statuaire disparue en grande partie au cours de la Révolution, on confia dès 1836, à Joseph Brun (1792-1855), premier prix de Rome en 1817, de représenter dans le costume de leur temps, les différentes classes sociales et personnalités qui concoururent à l’érection de l'édifice. On retrouve ainsi sculptés Louis XII, Anne de Bretagne, le cardinal d'Amboise, François Ier, une allégorie de la Justice, un laboureur, une villageoise, une damoiselle, un seigneur, un moine ainsi qu'un artiste.
À l'est de la cour d'honneur, se développait en regard de la salle des Procureurs, à l'angle de la rue Saint-Lo, une nouvelle aile de style classique réalisée en 1700 par Jacques II Millets-Désruisseaux. Afin de compléter ce nouvel ensemble, un corps de logis situé sur la place du Neuf Marché est commencé en 1739 par Pierre Jarry avant d'être achevé en 1759 par Alexandre Dubois. Cette aile fut presque totalement détruite lorsque le fronton principal de l'édifice menaçant alors ruine, finit par s’écrouler le 1er avril 1812, à dix heures du soir. La reconstruction totale de cette partie du Palais de Justice parait alors inévitable lorsque survient la publication en 1830 de l'œuvre sur l'architecture normande d'Arcisse de Caumont, suivie de la fondation de la Société des antiquaires de Normandie. Dès lors jugé comme un ensemble disparate désagréable, rompant avec l'équilibre architectural de l’ensemble du monument, cette partie du Palais est finalement remplacée entre 1833 à 1836 par des constructions spacieuses, tout à fait en rapport avec le style des deux autres ailes médiévales. Tout en reprenant l'élévation flamboyante de l'aile Ouest lui faisant face, elle n'en constitue pour moins un pastiche néogothique de l'architecture de Roger Ango et Roulland Le Roux.
Plus originales, les façades de la tour de l'horloge de la rue Jeanne-d'Arc ainsi que celle de la rue aux Juifs, s'affranchissent des contraintes liées au respect de la symétrie de la cour d'honneur. Depuis l'époque de la Restauration, le public ne voulant plus entendre parler ni de grec ni de romain, les architectes tirent profit des qualités esthétiques romantiques du style néogothique pour créer une élévation originale. Au palais de justice de Rouen, le soin qui est alors apporté aux divers points de vue est remarquable, apportant des notes pittoresques qui donnent beaucoup de vie à cet l’ensemble.
L'escalier flanquant l'aile médiévale sur la gauche de la cour d'honneur a été reconstruit en 1904 par l'architecte Paul Selmersheim. Cette création de style néogothique champenois fait suite à l'« affaire de l'escalier » qui vit le démontage de l'œuvre réalisée en 1903 par l'architecte Lucien Lefort.
Une première fois ravagé le 19 avril 1944 lors du bombardement dit de la « Semaine rouge », c'est le bombardement du 26 août, précédant la libération de la ville qui provoqua, à la suite d'une erreur de marqueur, le plus de dégâts, anéantissant presque radicalement le corps de logis central de style Louis XII. L'édifice doit alors être partiellement reconstruit. L'achèvement quasi complet de cette restitution minutieuse confirmera le classement de l'édifice au titre des monuments historiques en 1977 suivi par son inscription définitive en 1979.

## Décors intérieurs

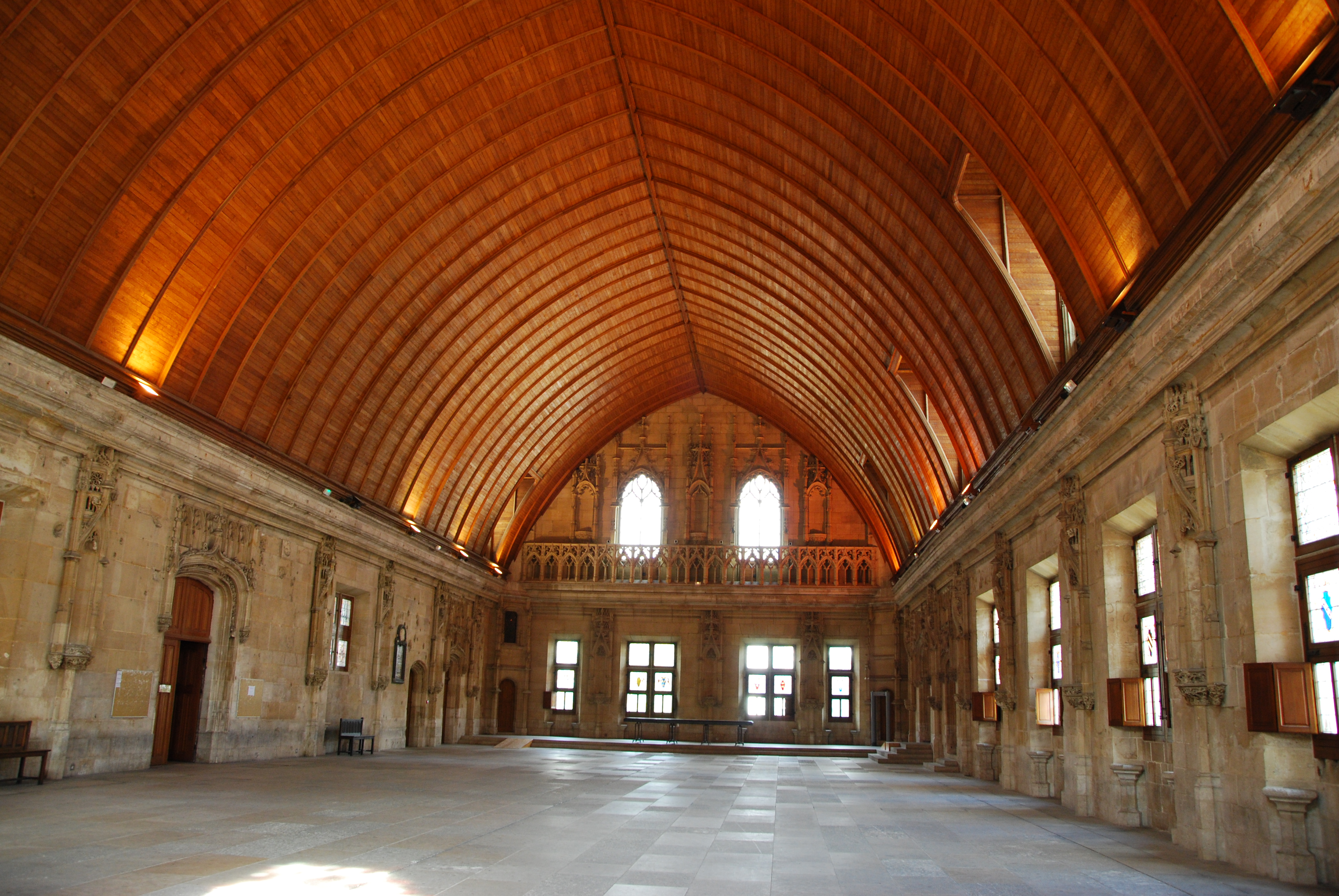
Grande salle dite « des procureurs » de style Louis XII avec sa charpente en forme de carène renversée (1507-1517).
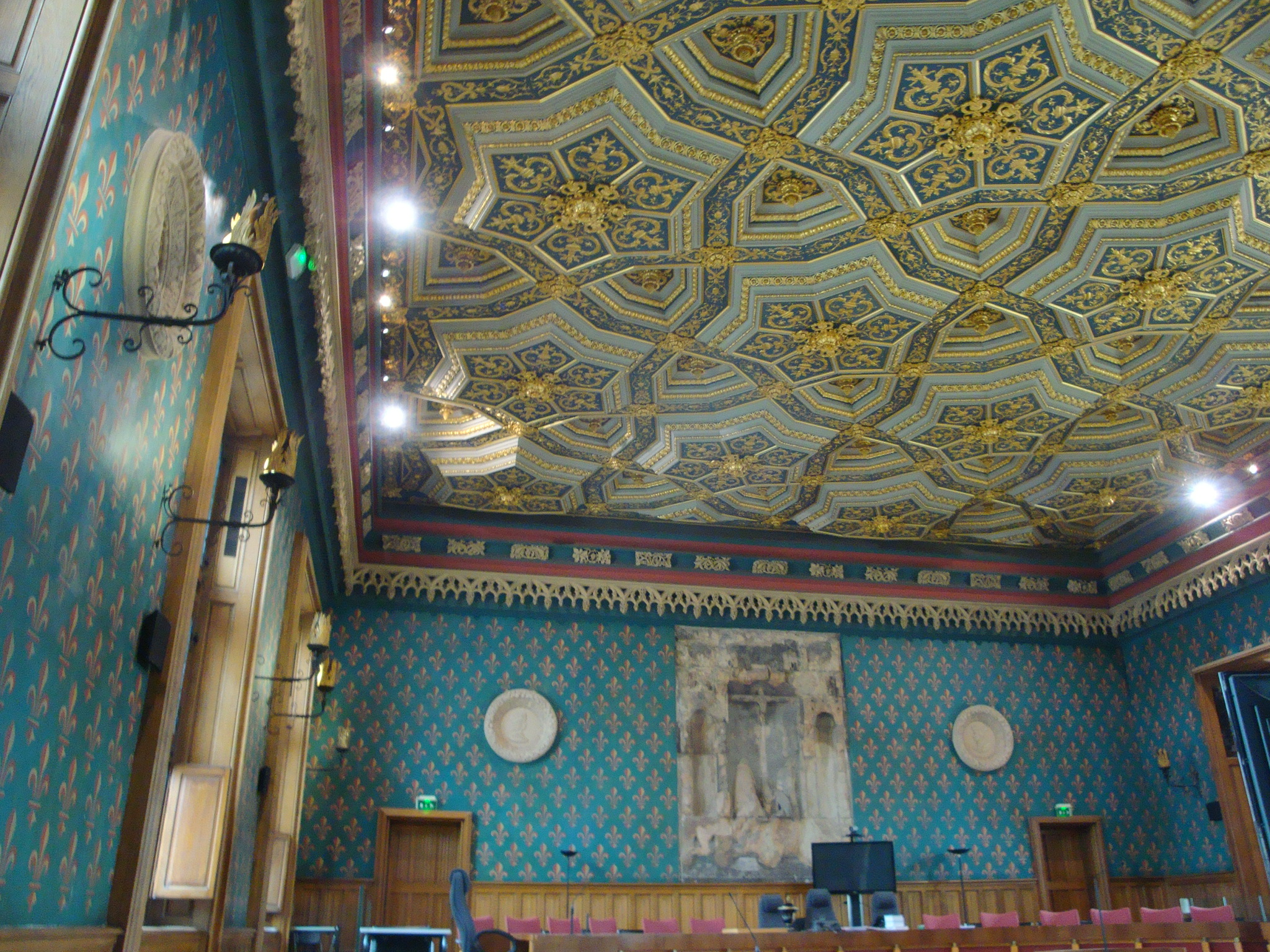
Cour d'Assises reconstituée avec son plafond à caissons de la Renaissance.
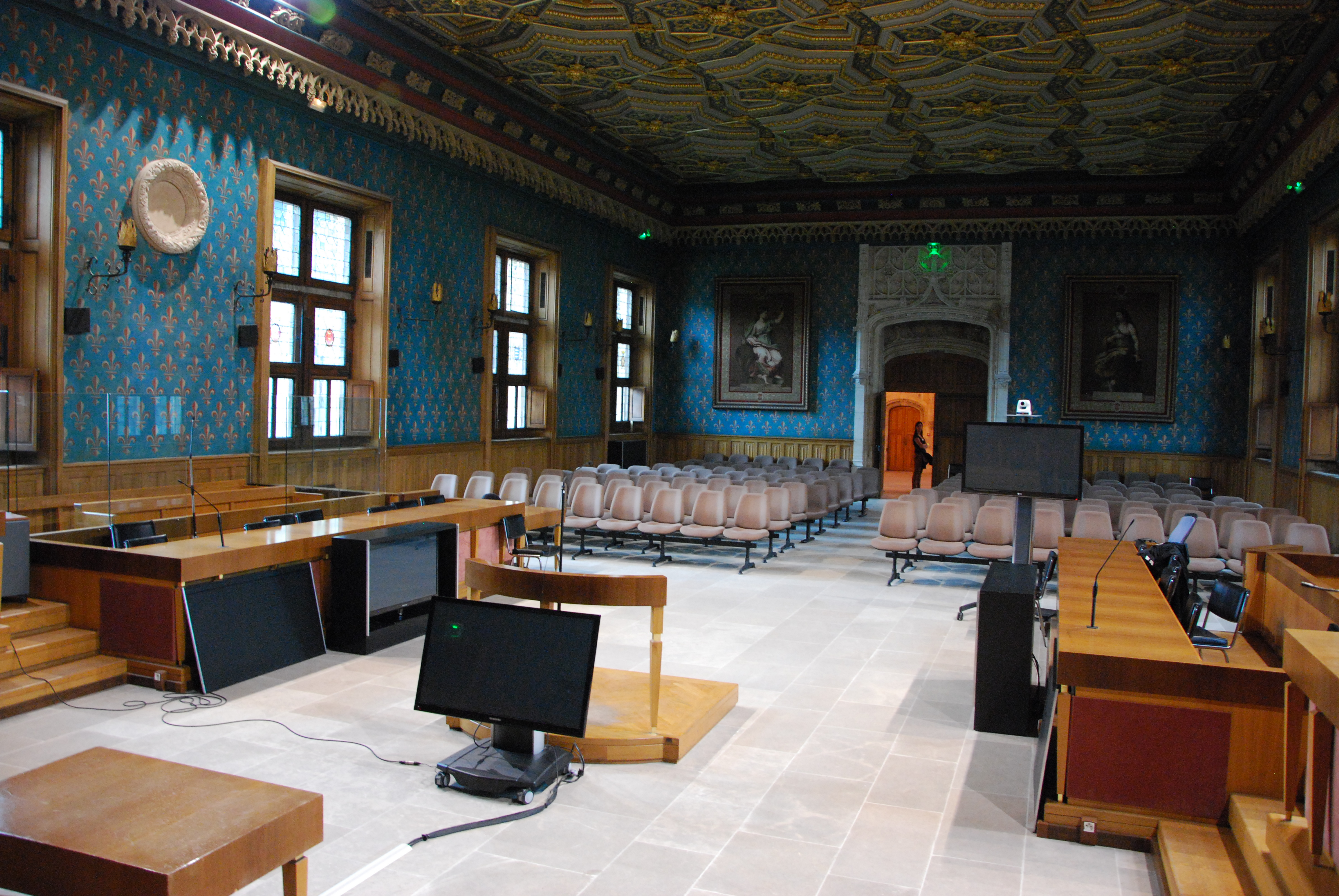
Cour d'Assises reconstituée avec son plafond à caissons de la Renaissance.
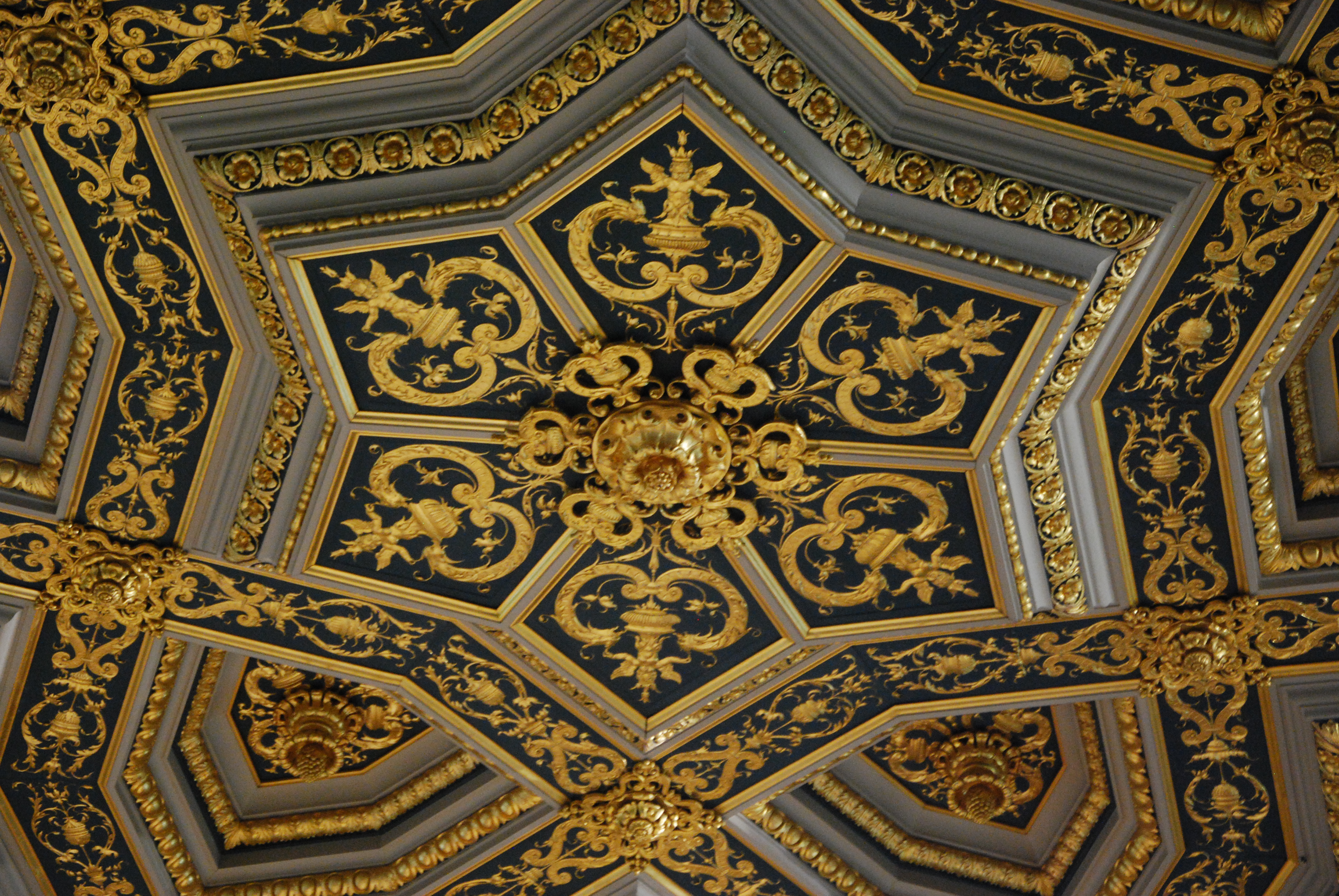
Détail du plafond à caissons de la Renaissance de la Cour d'Assises.
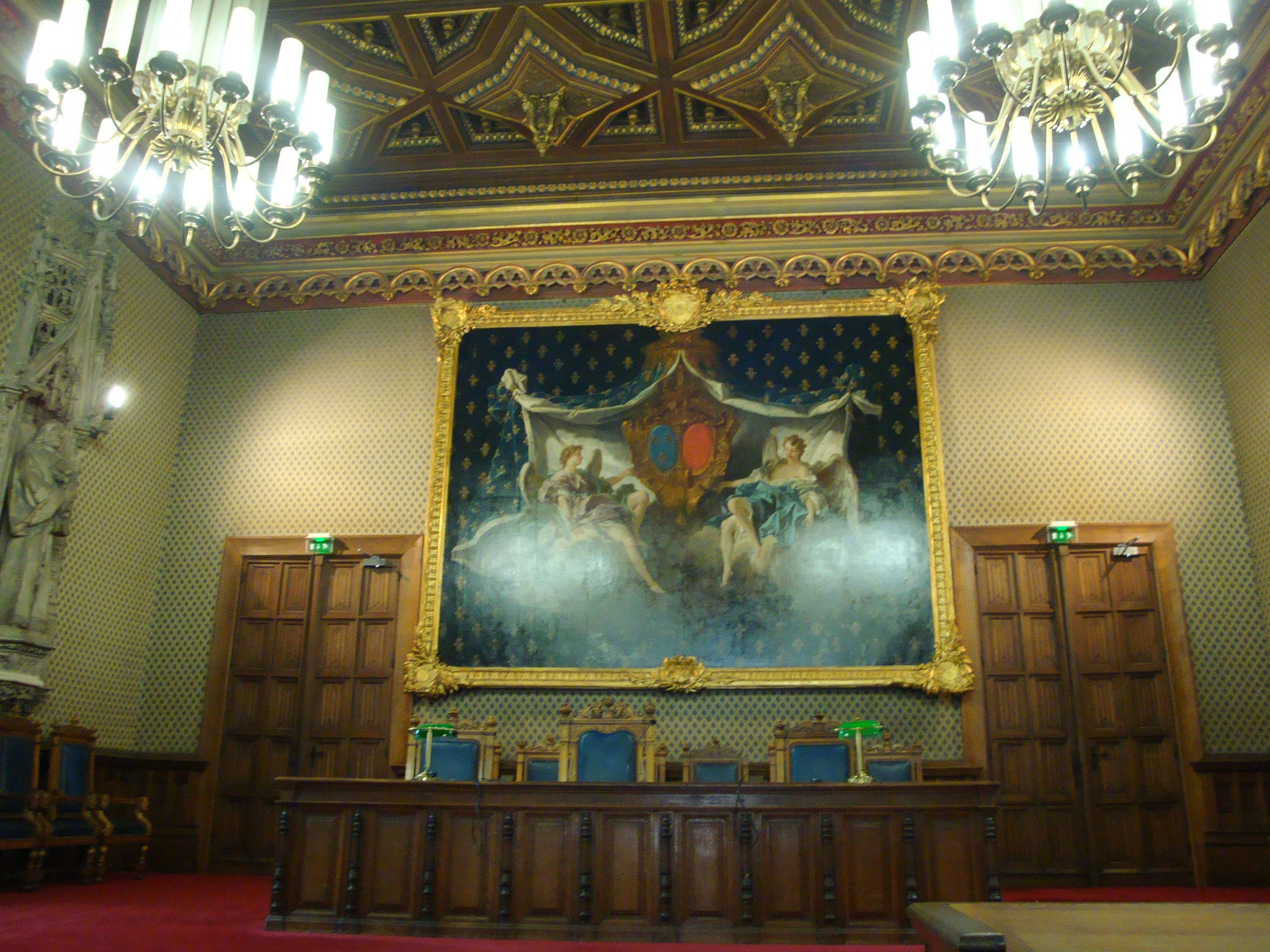
Chambre du conseil avec son plafond à caissons de la Renaissance.
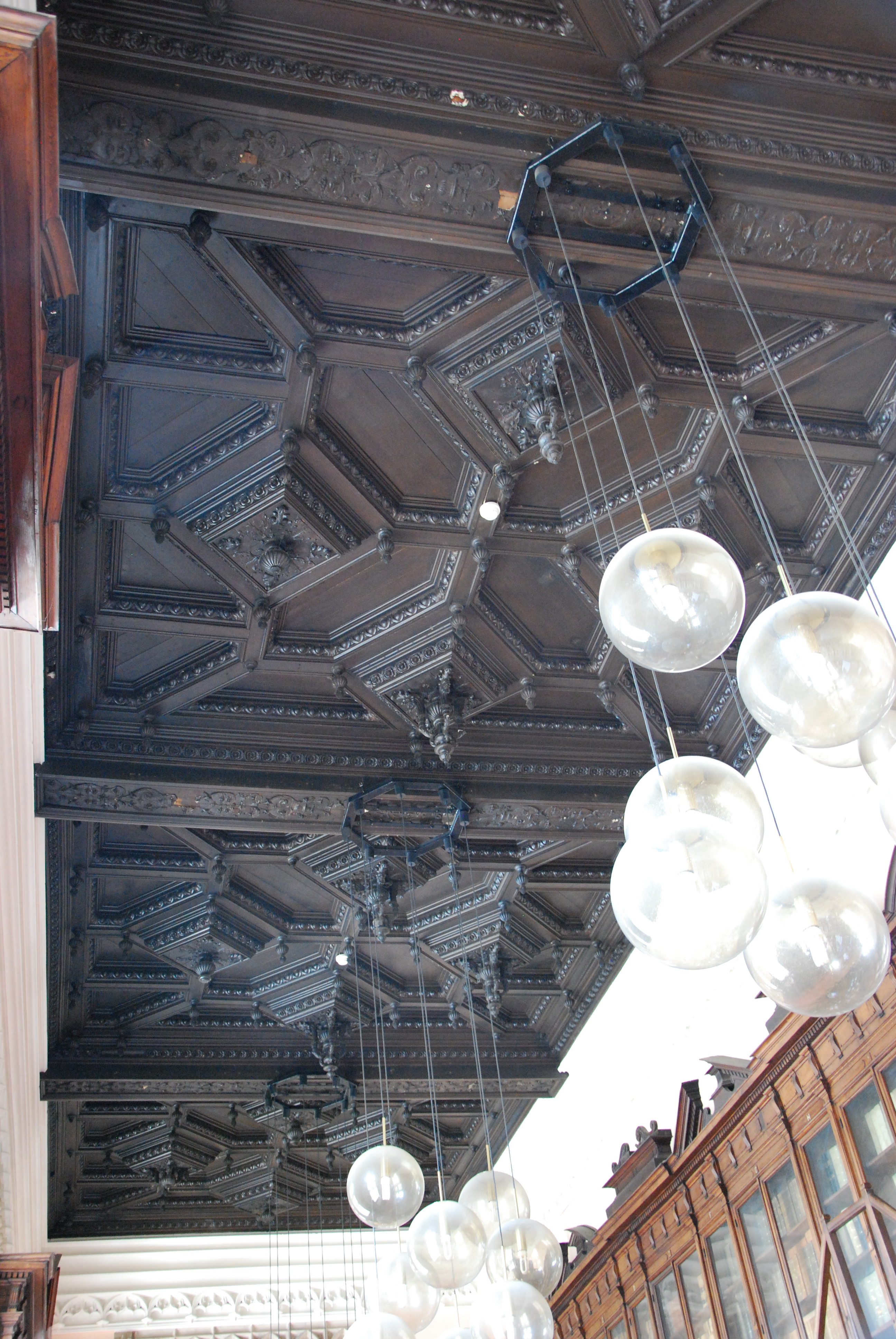
Plafond de la bibliothèque réalisé dans le Style néo-Renaissance.
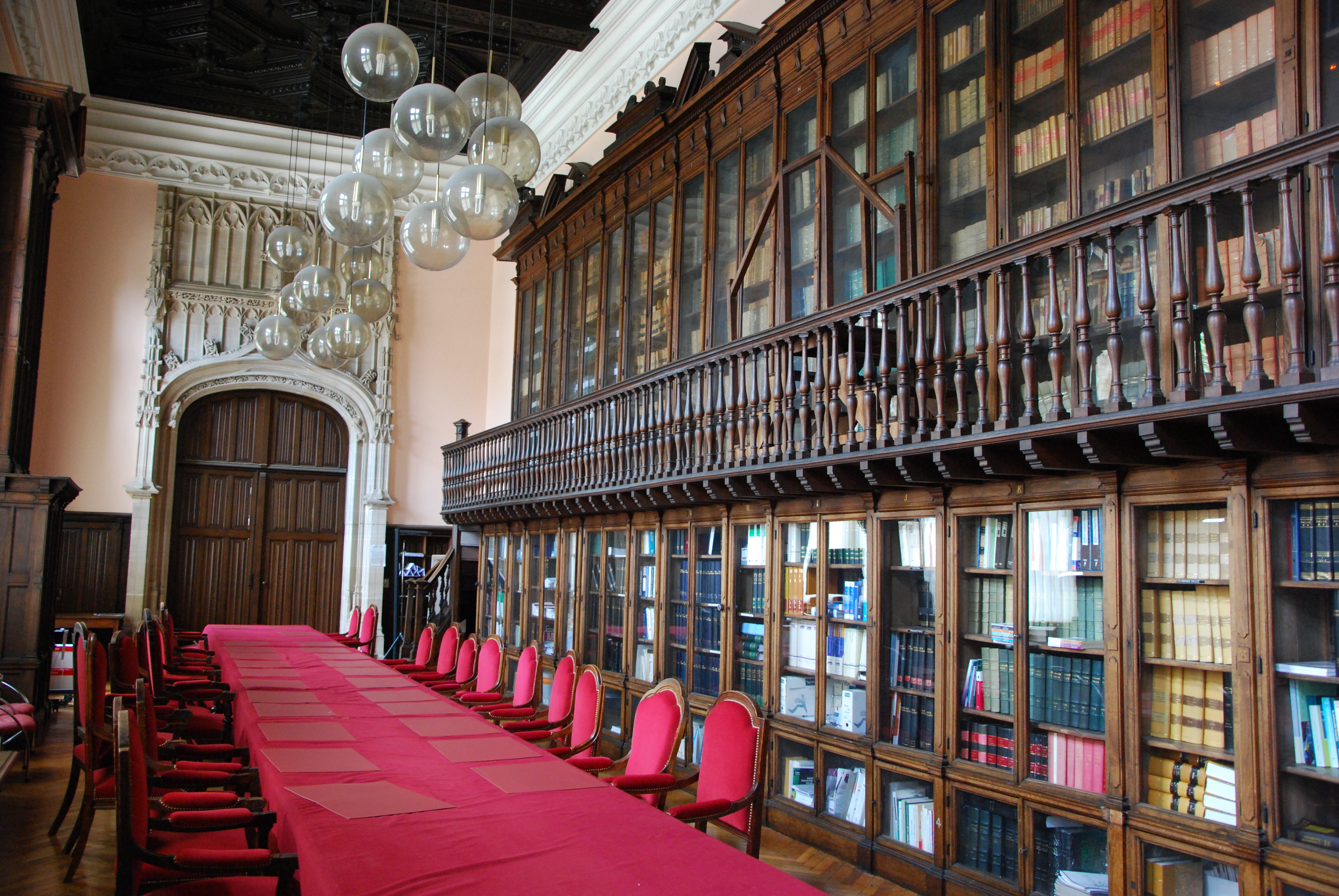
Le décor intérieur de la bibliothèque mêle le style néogothique au néo-classicisme.

Dans l'aile centrale du bâtiment, correspondant à l'ancien Palais Royal de Louis XII, la Grande chambre du Parlement, aujourd'hui siège de la Cour d'assises, possède un plafond à caissons de style Renaissance, décoré de rosaces et d'ornements en bronze doré. Complètement détruit lors du bombardement du 26 août qui précéda la libération de la ville, il fut restitué à l'identique après guerre avec le même type de bois de chêne vieilli de couleur ébène. À l'extrémité de cette salle, surplombant les sièges de la Cour d'Assises, les allégories sculptées de la Force et de la Justice accompagnent un Christ en croix.
Dans la toute proche Chambre du conseil, se détachent plusieurs portraits de présidents et conseillers au Parlement de Normandie tandis qu'un précieux tableau sur fond d'or, offert par Louis XII, représente un Christ en croix aux pieds duquel pleurent deux saintes femmes.
La partie Ouest du bâtiment, antérieure au corps principal, a été construite à partir de 1499 pour servir de lieu de réunion aux marchands. Si le rez-de-chaussée est occupé par la Conciergerie et les anciennes prisons, un vaste escalier extérieur réalisé en 1904 par Paul Selmersheim, donne accès à la Salle des Procureurs ou des Pas Perdus, cadre des plaidoiries que Pierre Corneille réalisa en tant qu'avocat. Occupant la quasi-totalité du premier étage, cette immense salle, longue de 48,72 m et large de 16,24 m, fut réalisée entre 1507 et 1517 dans le style Louis XII. Ravagée le 19 avril 1944 lors du bombardement dit de la "semaine rouge", sa voûte immense fut restituée après guerre dans sa forme originelle de carène de navire renversée dont la nef composée d'une seule volée n'est soutenue par aucun pilier. Sur les parois, d'élégantes niches, vides de statues, se détachent en relief. À l'une des extrémités de la salle, est exposée le modèle en plâtre réalisé en 1834 par David d'Angers dernier témoignage de la statue de Pierre Corneille jadis érigée sur le terre-plein central du Pont de pierre, détruit en 1940. Faisant face à l'autre extrémité de la salle, se trouvent les tombeaux de Claude Groulard, premier Président du Parlement de Normandie, accompagné par celui de Barbe Guiffard, sa femme, provenant du château de Saint-Aubin-le-Cauf, près de Dieppe.
À l'est de l'édifice, se développait en regard de la salle des Procureurs, sur la rue Saint-Lo, une nouvelle aile de style classique réalisée en 1700 par Jacques II Millets-Désruisseaux. À l'intérieur, se développait un plafond réalisé par Jean Jouvenet, qui paralysé de la main droite, avait peint de la main gauche, le Triomphe de la Justice. Cet ensemble fut totalement détruit lorsque le fronton principal du bâtiment menaçant alors ruine, finit par s’écrouler le 1er avril 1812, à dix heures du soir. Formant une disparate désagréable avec l’ensemble du monument, cette partie du Palais de Justice a finalement été remplacée de 1833 à 1836 par des constructions spacieuses, tout à fait en rapport avec le style des deux autres ailes médiévales.
Le décor intérieur de la bibliothèque du Tribunal de Grande Instance mêle le style néogothique au néo-classicisme. Son plafond fut restitué après guerre dans son style néo-Renaissance originel.

## La «Maison sublime» du Clos aux Juifs

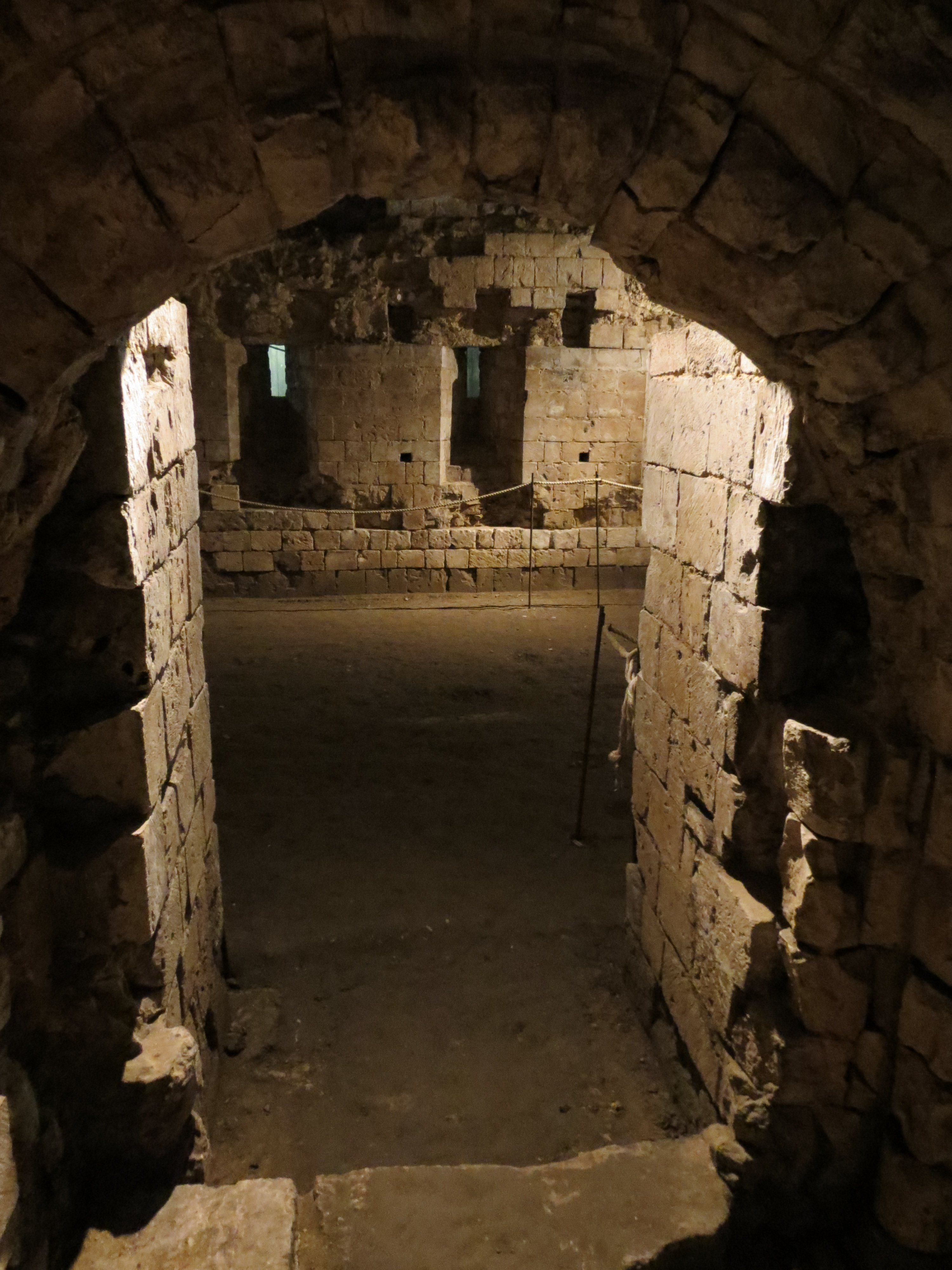
« La Maison sublime », accès au niveau inférieur.

Découverte en 1976 sous l'escalier de l'aile Est située à droite de la cour d'honneur du Palais de Justice de Rouen, la Maison sublime est un monument de forme rectangulaire de 14,14 m par 9,46 m. Datant de 1100, cette maison se situait alors dans le « Clos aux juifs », quartier médiéval de cette communauté.
Ses murs très épais, préservés sur une faible hauteur, laissent découvrir une inscription en hébreu : « Que cette maison soit (toujours) sublime ! » issue du Livre des Rois, tandis que deux bases de colonnes montrent d'une part, un lion de Juda sculpté représenté sous l'aspect de deux lions couchés sur le dos réunis à une seule tête et de l'autre s'esquisse un dragon. C'est l'un des rares témoignage des constructions d'époque romane à Rouen.
Trois thèses sont en présence concernant cet ensemble. Il s'agirait soit :
1. D'un bâtiment civil, nommé "Hall(e ?) à étage" ;
2. D'une synagogue, de par ses formes, son orientation et ses graffiti ;
3. D'une yeshiva, haute école rabbinique (devant contenir une synagogue), thèse aujourd'hui privilégiée car corroborée la présence d'un étage bas similaire aux bibliothèques des petites abbayes cisterciennes, où le premier étage servait à réunir les élèves. Des documents d'archives indiquent effectivement qu'une yeshiva du « Clos aux Juifs » compta des grands noms du judaïsme médiéval comme le Rashbam, petit-fils de Rachi de Troyes, et Abraham ibn Ezra[24].

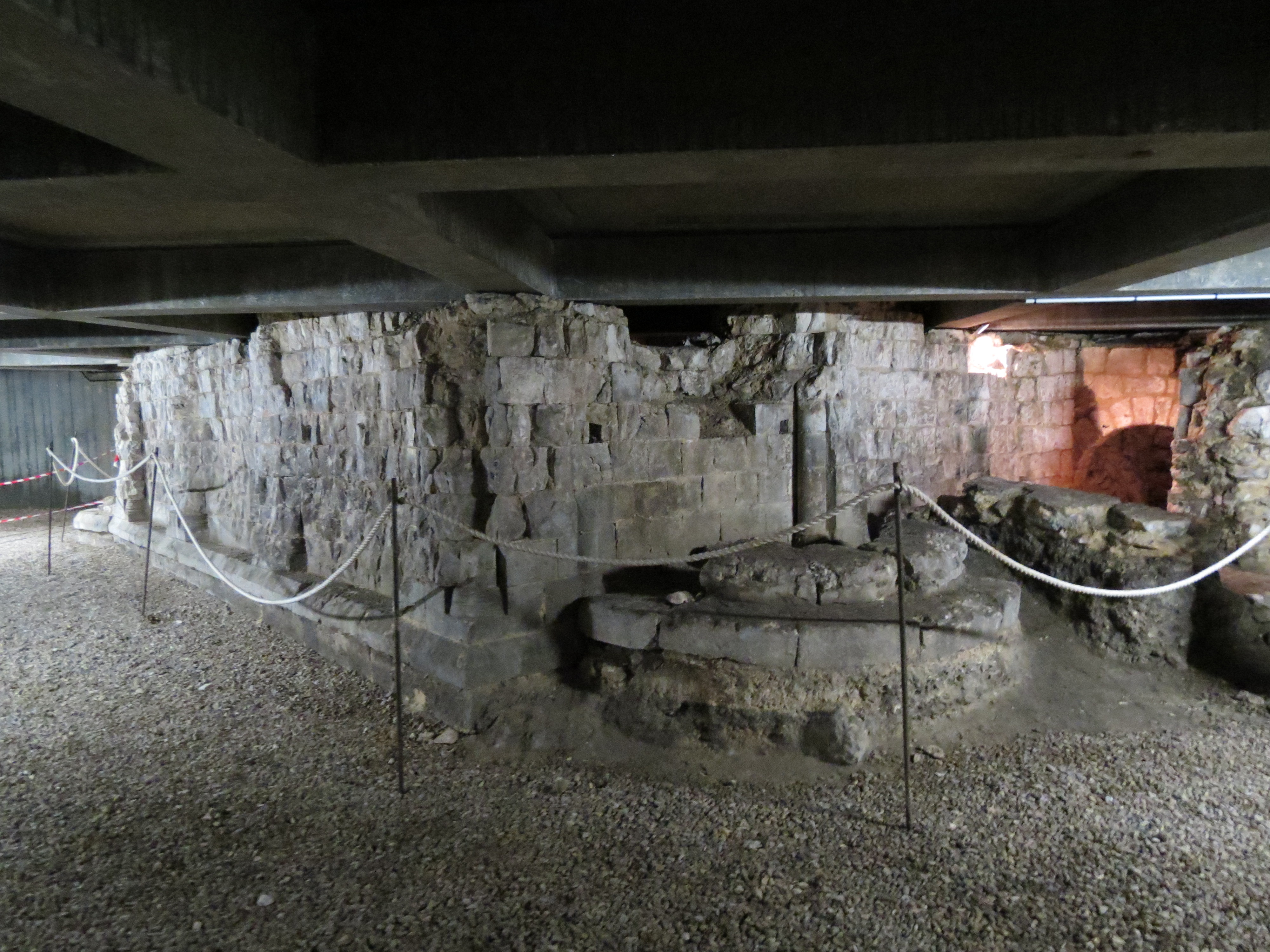
Entrée mur Sud de « la Maison sublime », ancienne yeshivah.

« Des écoles de ce type ont existé au Moyen Âge (de style roman) dans d'autres villes, mais elle est la seule conservée en France », indique le délégué de l'association de La Maison sublime (LMSR).
Installés depuis l'époque romaine, plus de 5 000 Juifs habitaient Rouen en 1306 dans un quartier situé entre l'actuelle rue du Gros-Horloge (anciennement rue Courvoiserie) et la rue des Cannes, sises au cœur de la ville,. L'expulsion des Juifs de France par Philippe Le Bel à cette même date, marqua la fin de son activité; elle fut suivie quelques années après par la destruction du quartier juif de Rouen.
En 1499, la construction du Palais de justice en plein centre de l'ancien quartier juif de la ville, amena la destruction des étages supérieurs des édifices de l'actuelle rue aux juifs, provoquant l'enfouissement du premier niveau de la « Maison sublime » sous la cour du Palais.
Après sa découverte en 1976 et malgré les efforts déployés par plusieurs organismes français (dont la ville de Rouen) pour sauvegarder cet important monument du judaïsme rouennais médiéval, le Ministère de la Justice, propriétaire, l’a démoli aux deux tiers en juillet 1982 pour y construire des bureaux pour le Tribunal de Grande Instance et, au sous-sol, un parking pour les voitures des membres de ce tribunal,,.
La Maison sublime a ouvert de nouveau ses portes au public en 2022, sous l'égide de l'Office du tourisme de Rouen.

## Le dépôt des noirs
À la fin du XVIIIe siècle, les prisons de la Conciergerie, situées au rez-de-chaussée du Palais, feront office de « dépôt des noirs ». C'est là qu'étaient enfermés les esclaves, au frais de leurs maîtres, pour s'assurer de leurs retours forcés aux colonies, après s'être formés à certains métiers.
Si elle est restée modeste, la présence noire à Rouen est une réalité sociale en lien avec le commerce colonial et la traite négrière. En 1779, le ministre de la marine Sartine doit mettre en place une « police des noirs » afin de renvoyer nombre de ces migrants forcés aux Antilles.

## Galeries

### Les gargouilles et leurs tempéraments

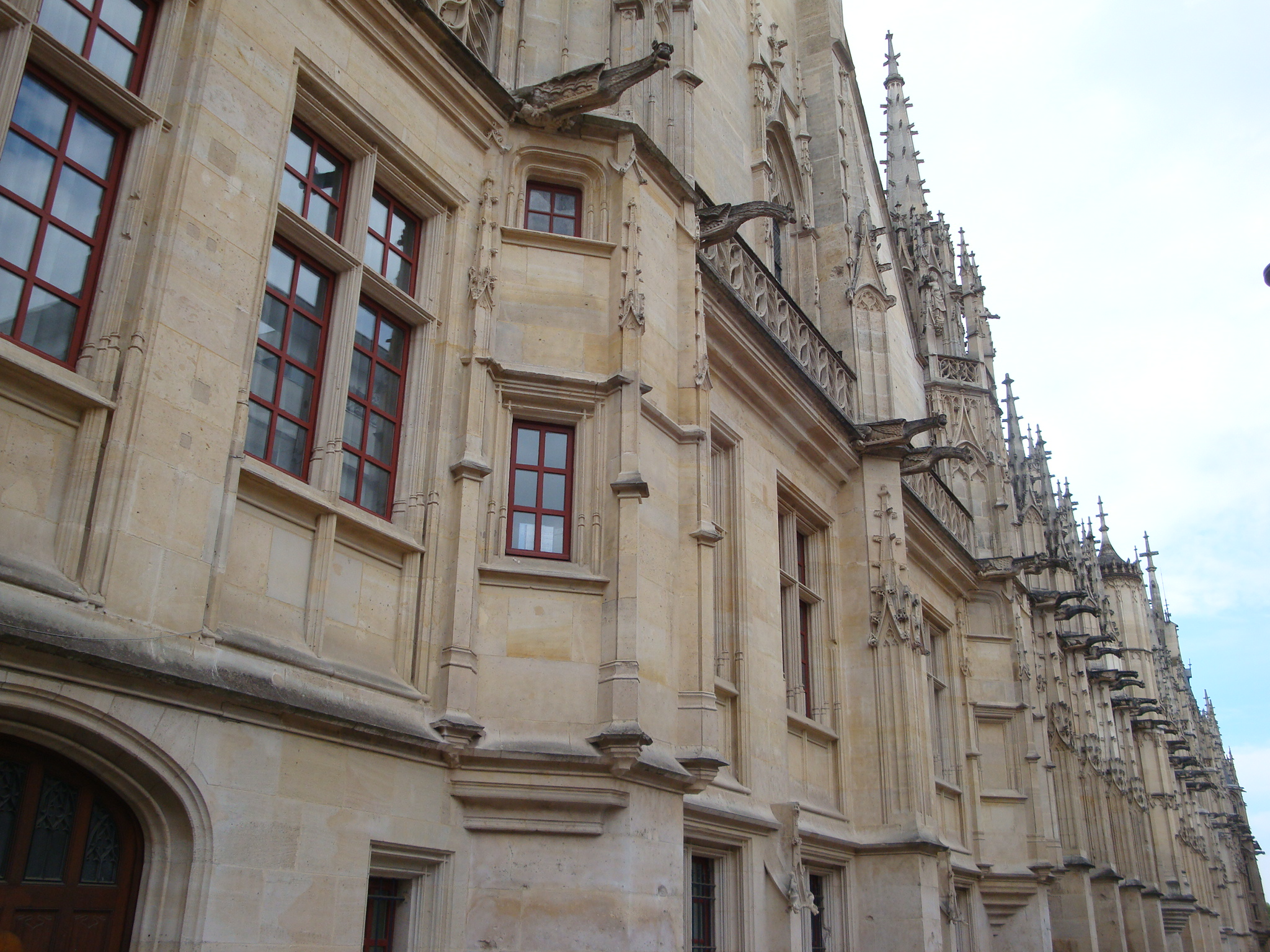
Détail de l'alignement de gargouilles sur la façade néogothique de la rue aux Juifs (fin XIXe s).
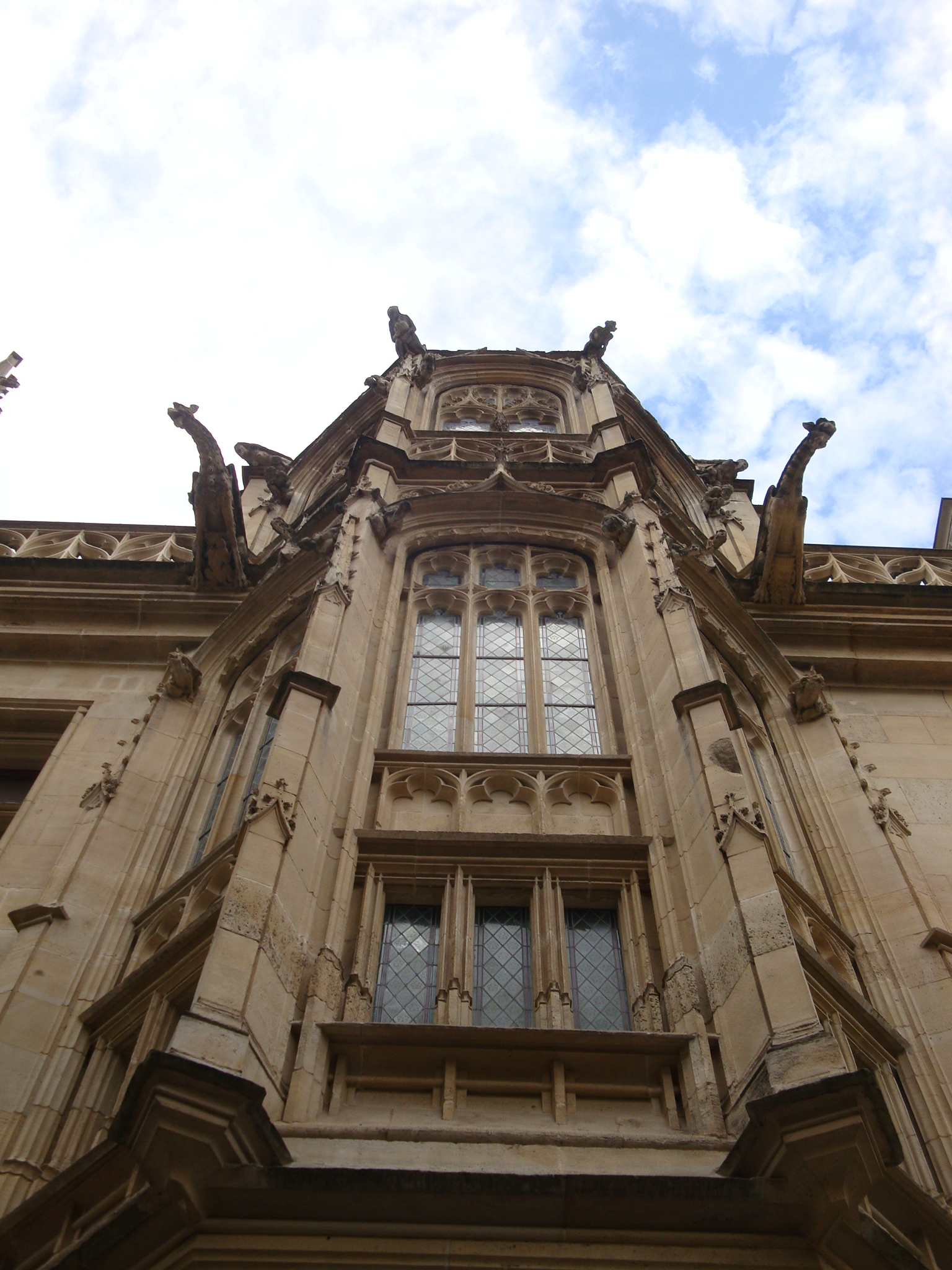
Gargouilles de l'escalier néogothique de la rue aux Juifs (fin XIXe s).
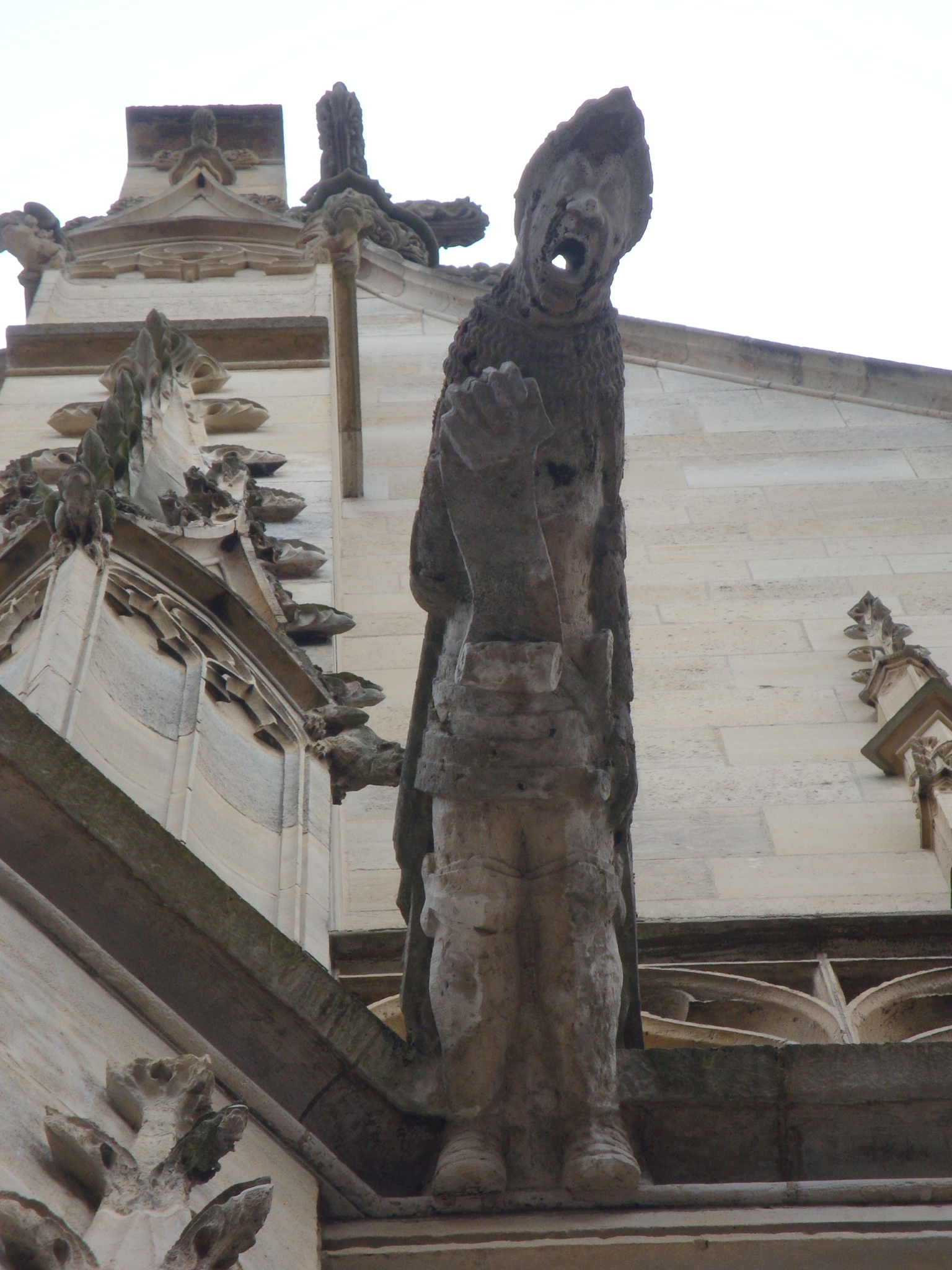
La Gargouille dite L'Hérault.
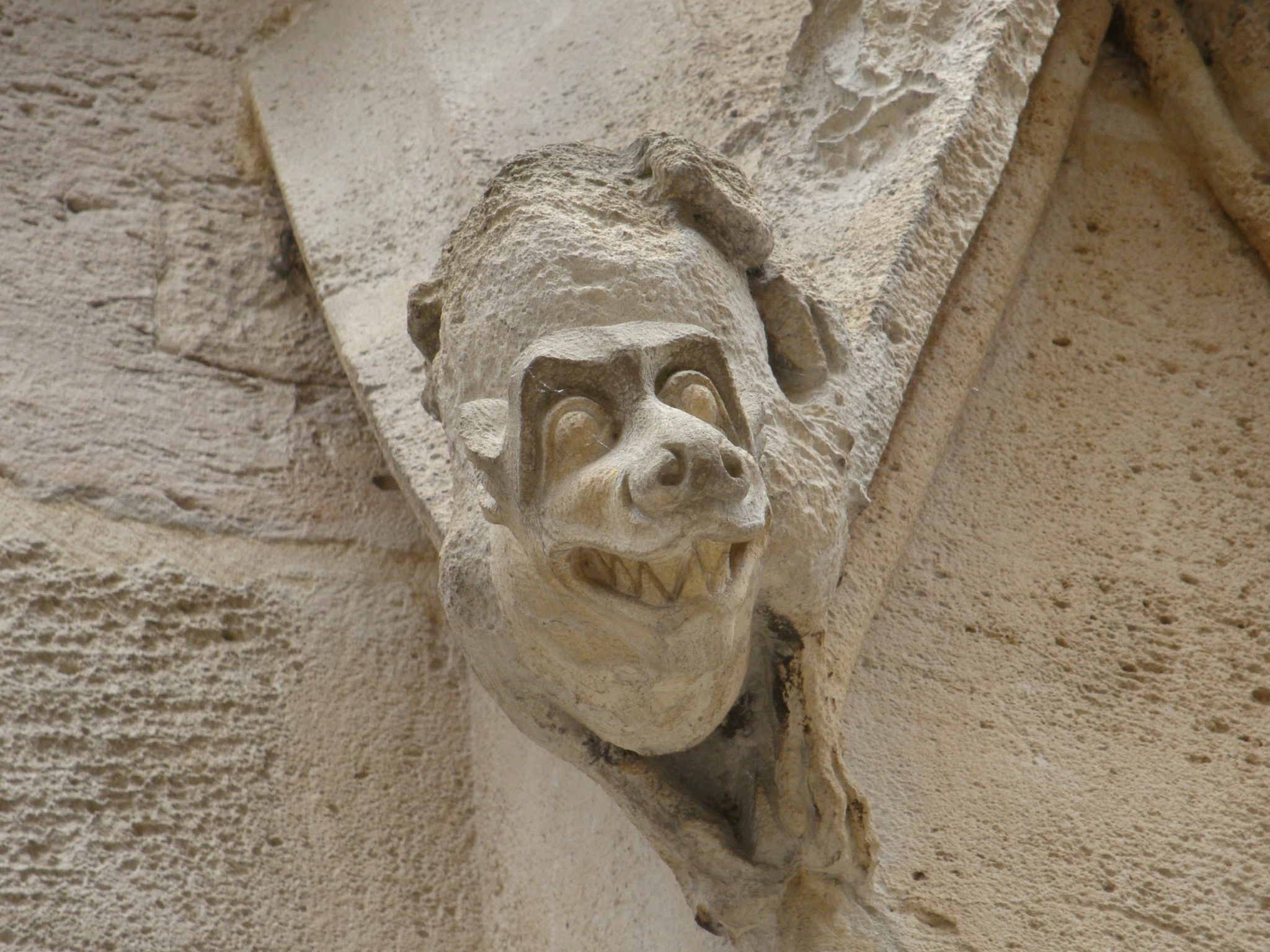
Le Sourire.
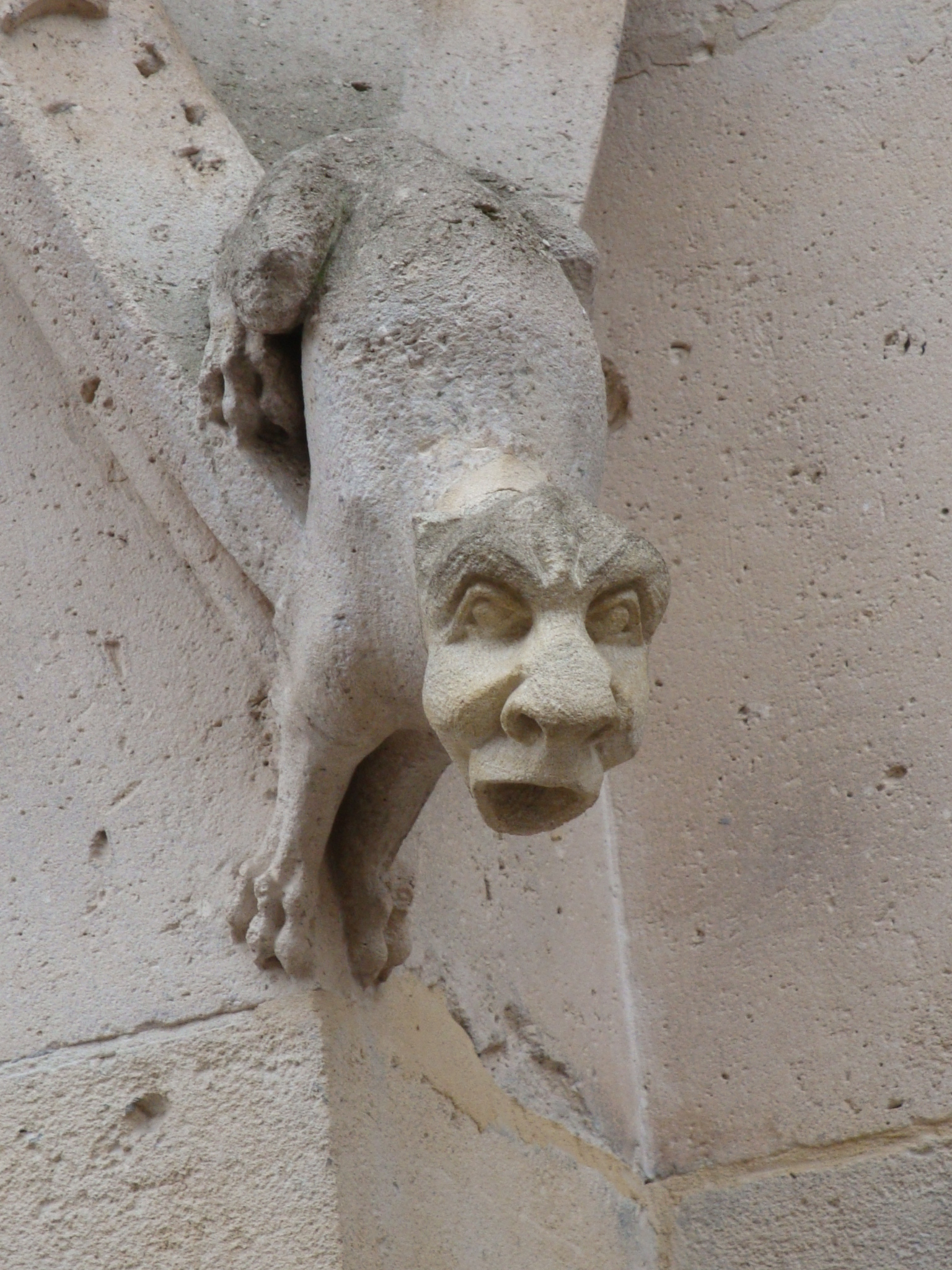
Le Bâillement.
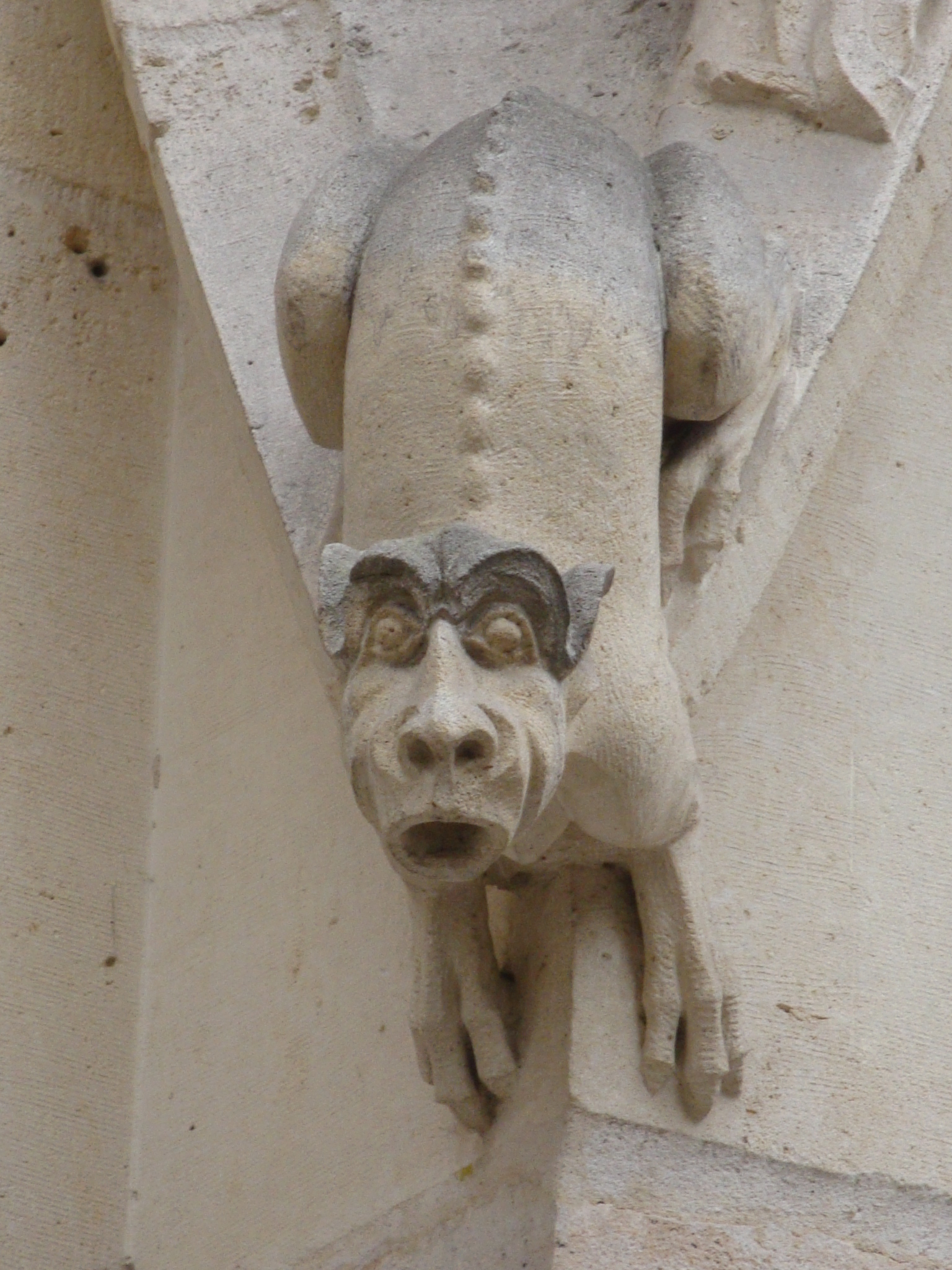
La Surprise.
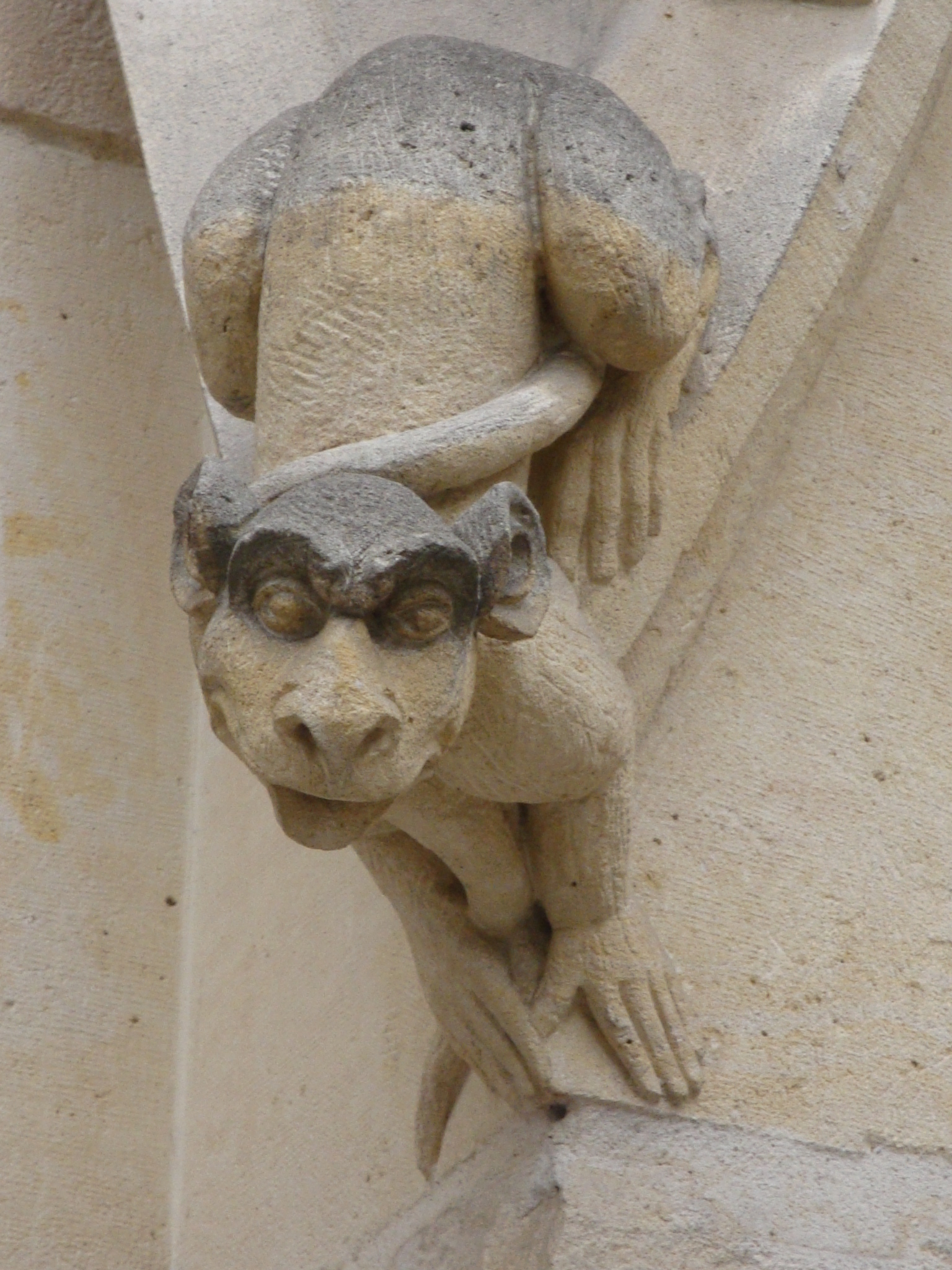
L'imaginaire.
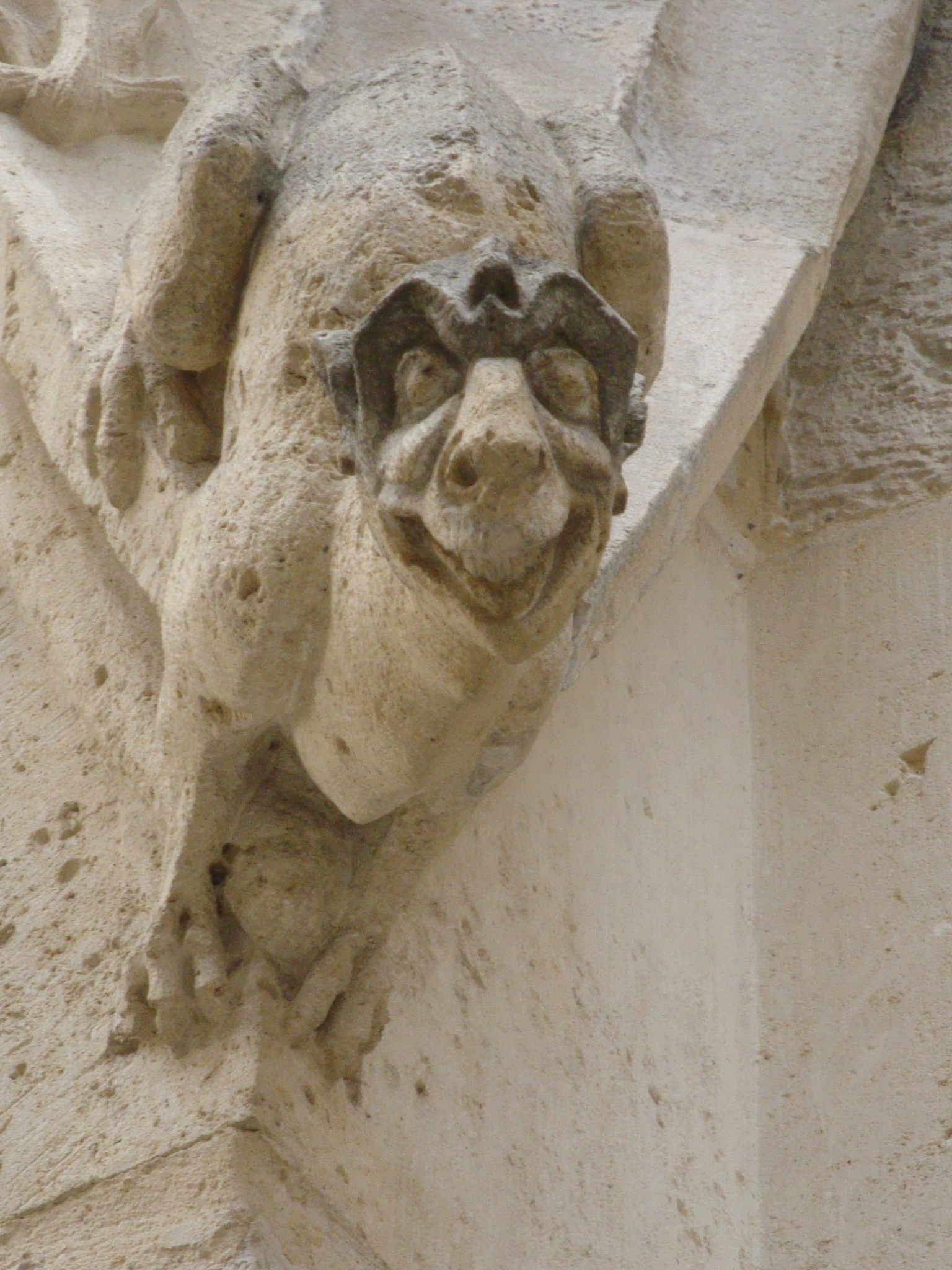
Le Rire.
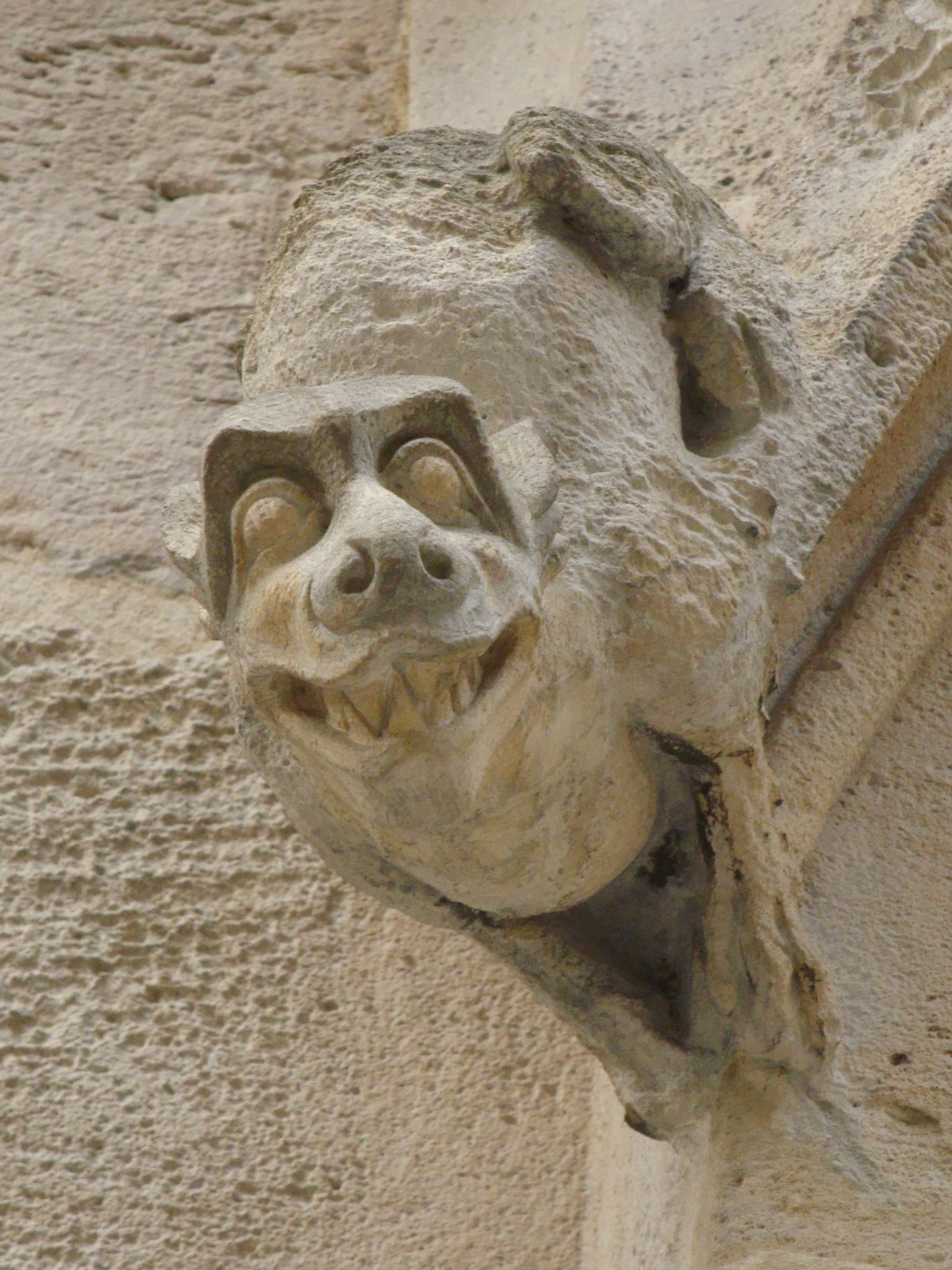
Autre Rire.

Au mois de juillet 2011, messieurs Fabre et Barbier, des ateliers Mainponte, ont continué, à partir de blocs restés en attente, le bestiaire fantastique des façades du palais de Justice de Rouen, au gré de leurs humeurs. Ces chimères ont été réalisées en calcaire de St Leu ou de St Maximin, très présent au château de Versailles, dont les pierres très grasses et très fines comportent des propriétés idéales pour réaliser des greffes sur des murs anciens.

### Vues anciennes

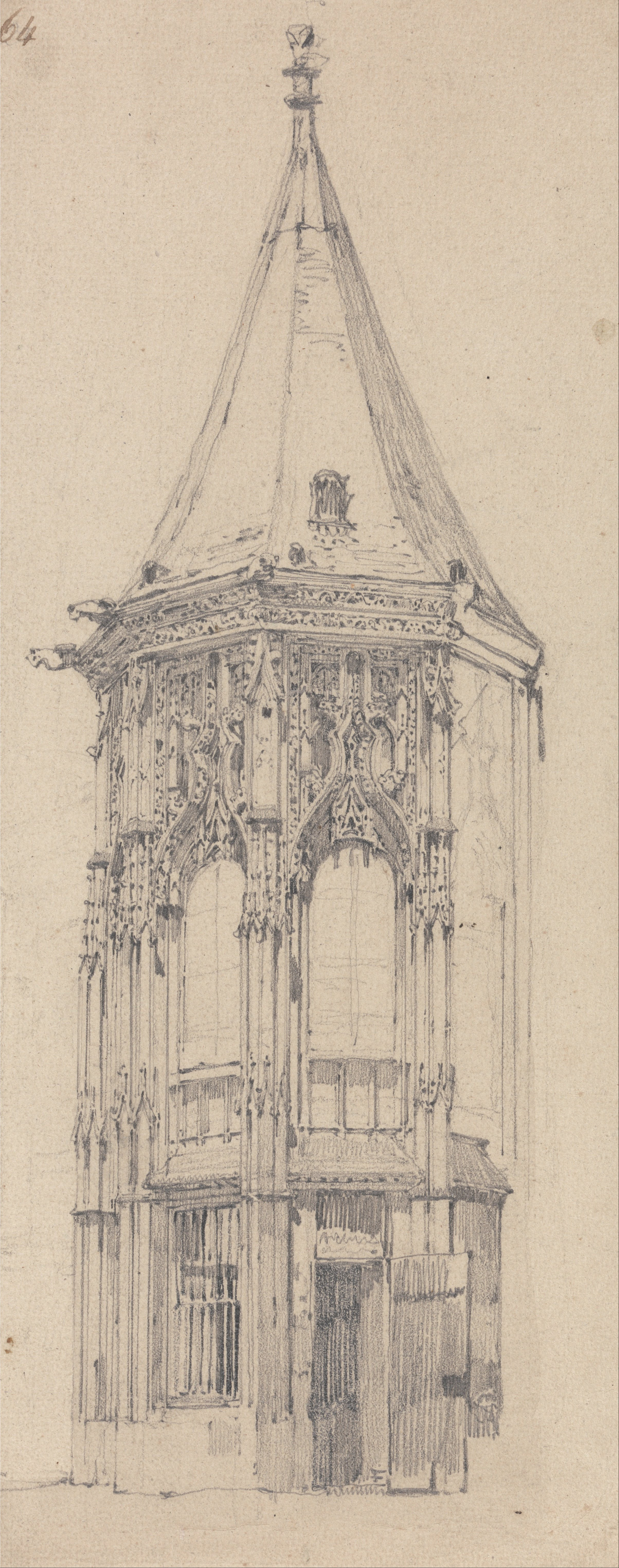
Dessin de Bonington (1824, Yale).
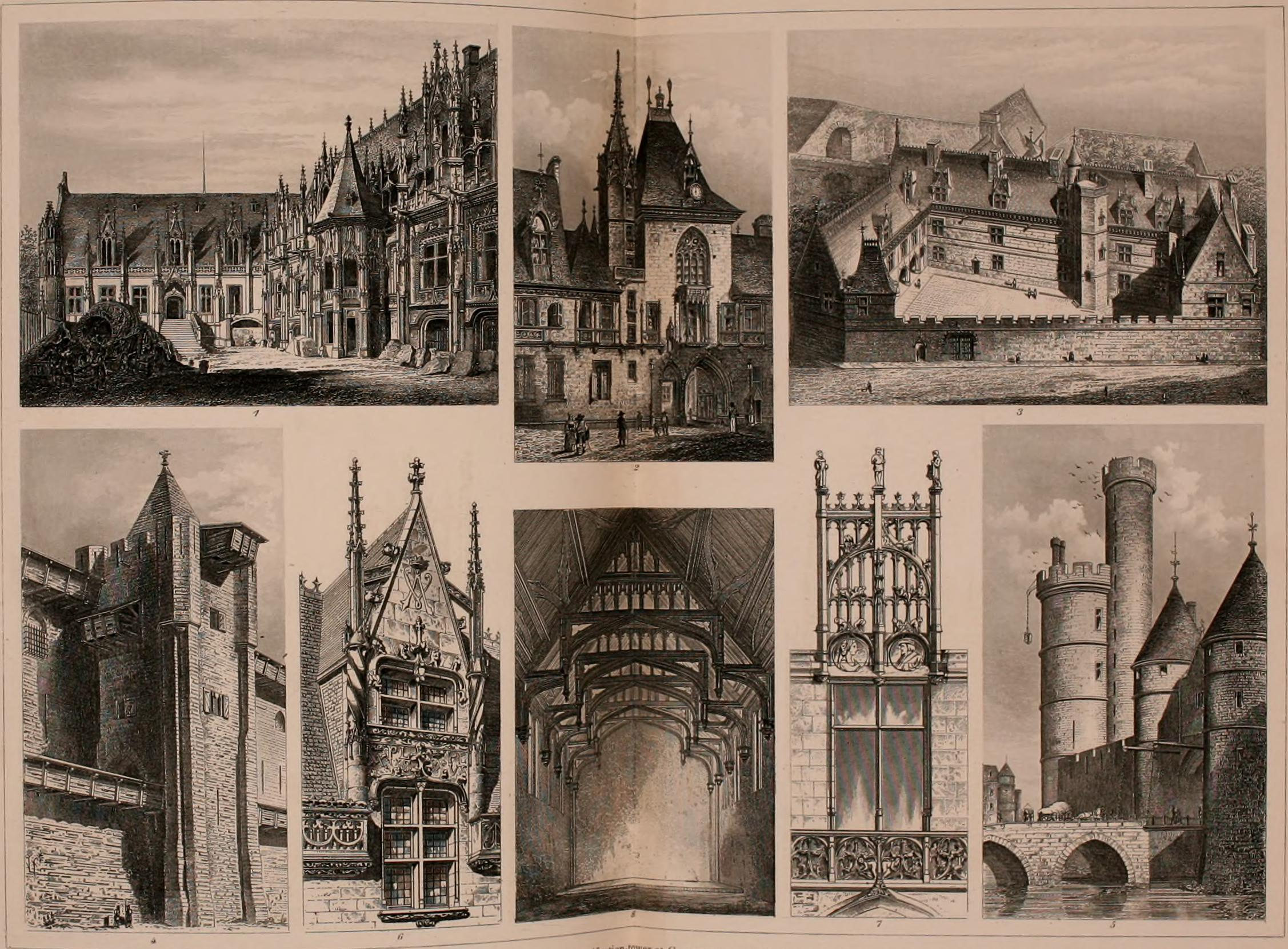
Le Palais de Justice de Rouen publié dans "The iconographic encyclopaedia of the arts and sciences" (1885).
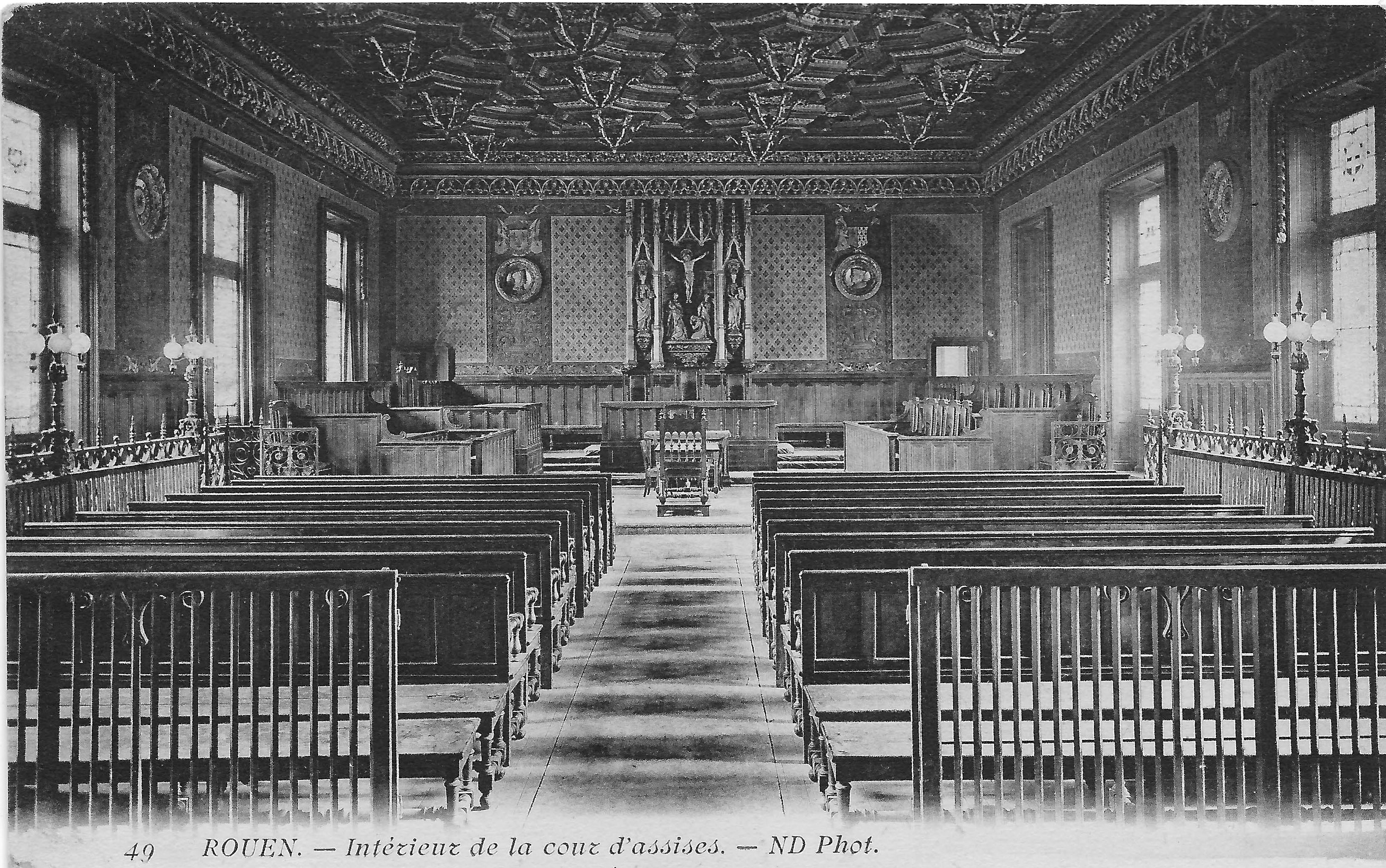
Vue ancienne de la Salle des Assises (début du XIXe s).
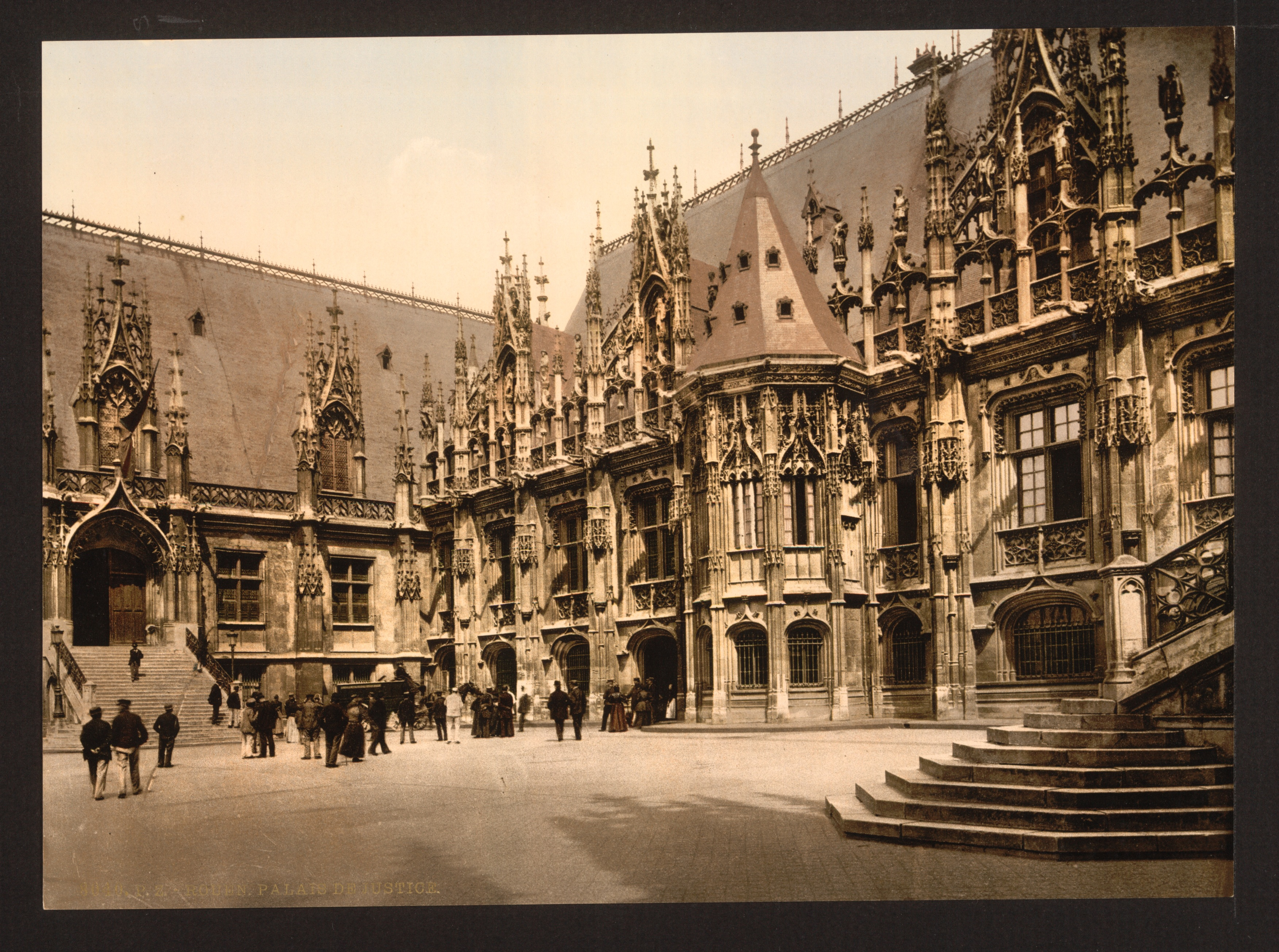
Vue de l'escalier néogothique d'Henri Charles Grégoire (entre 1890 et 1900).
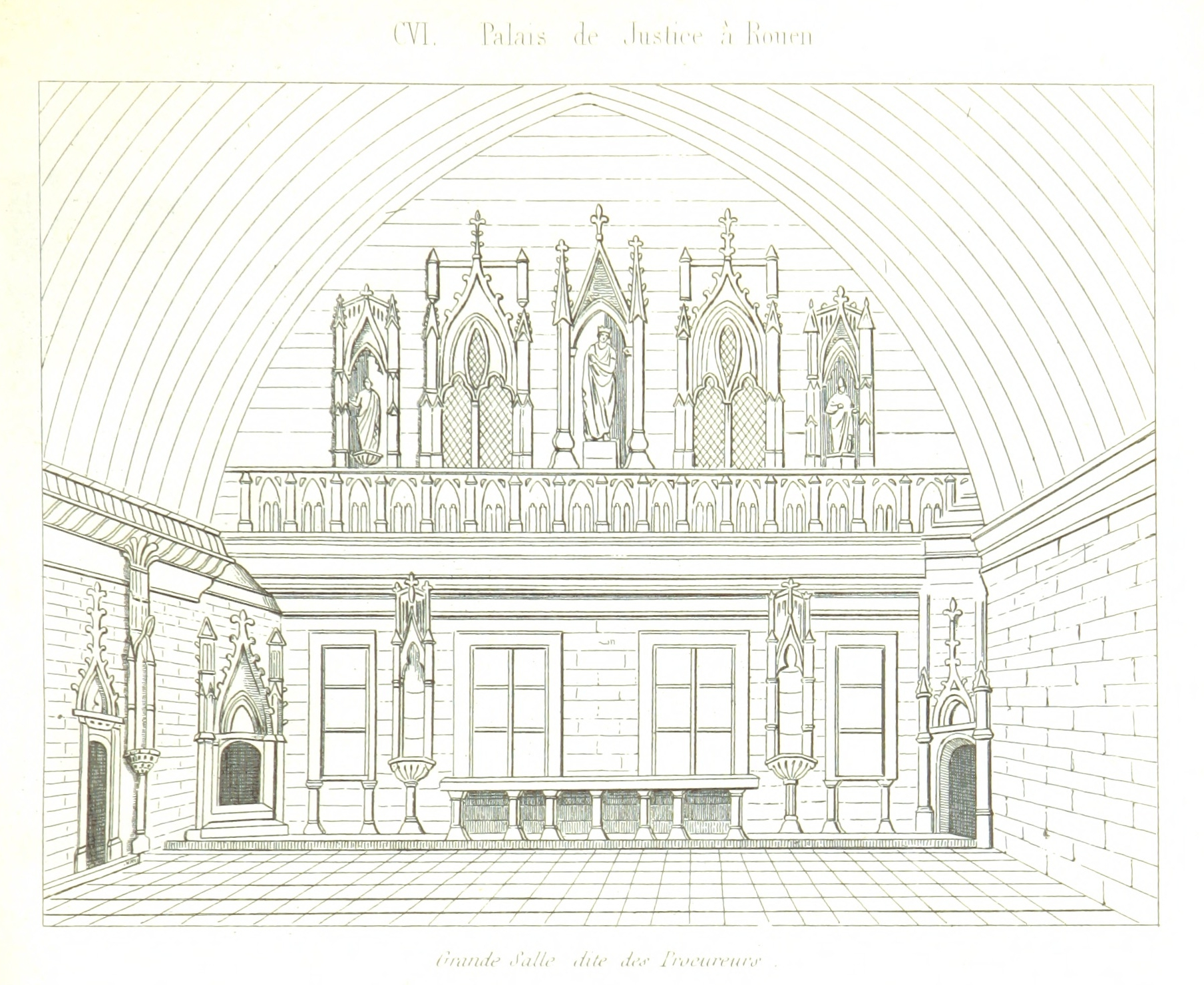
Grande salle des Procureurs ; gravure de la « France historique et monumentale » de Jean-Abel Hugo (1836).
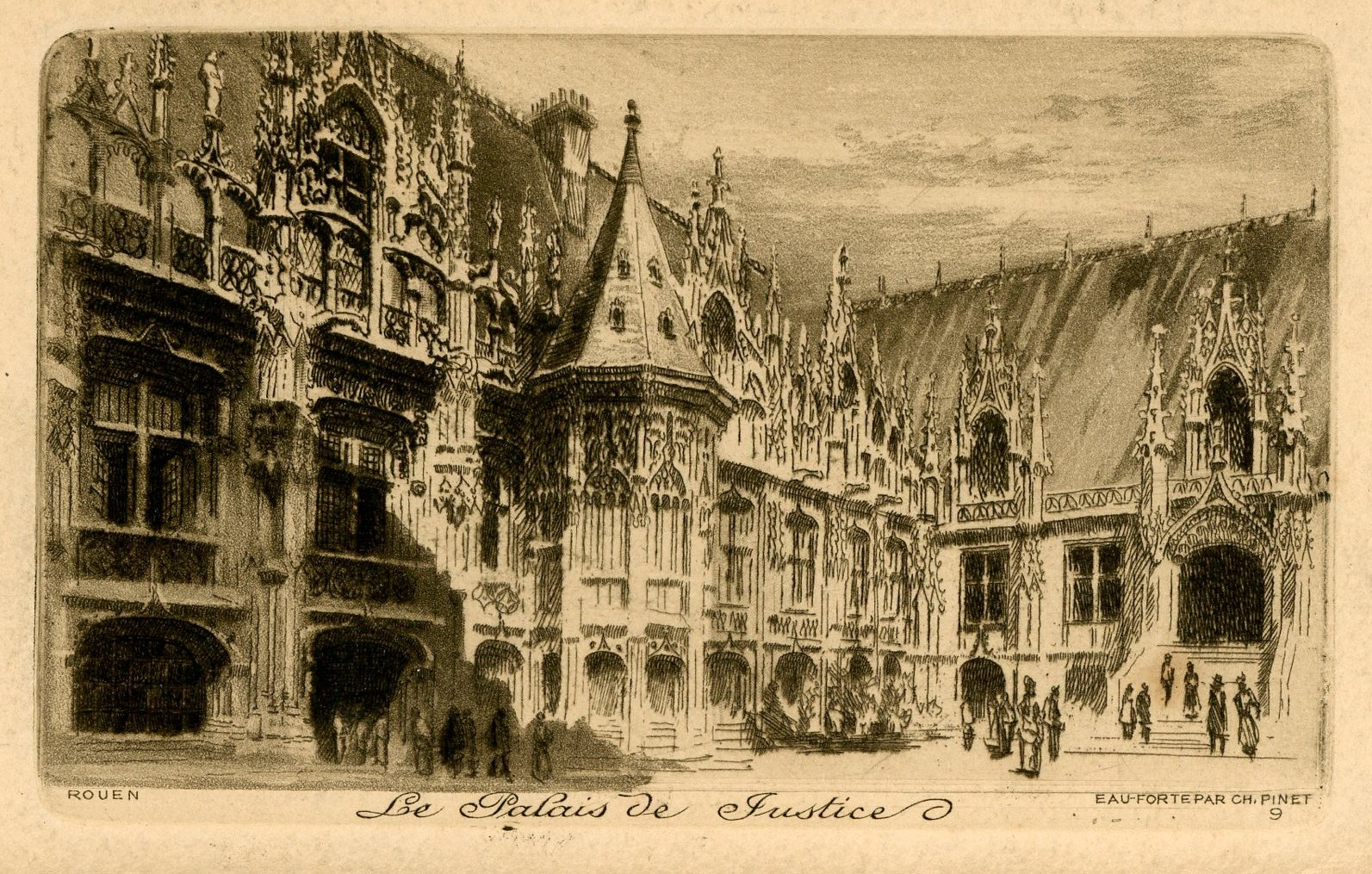
Eau-forte de Charles Pinet (série Rouen no 9, fin du XIXe s).
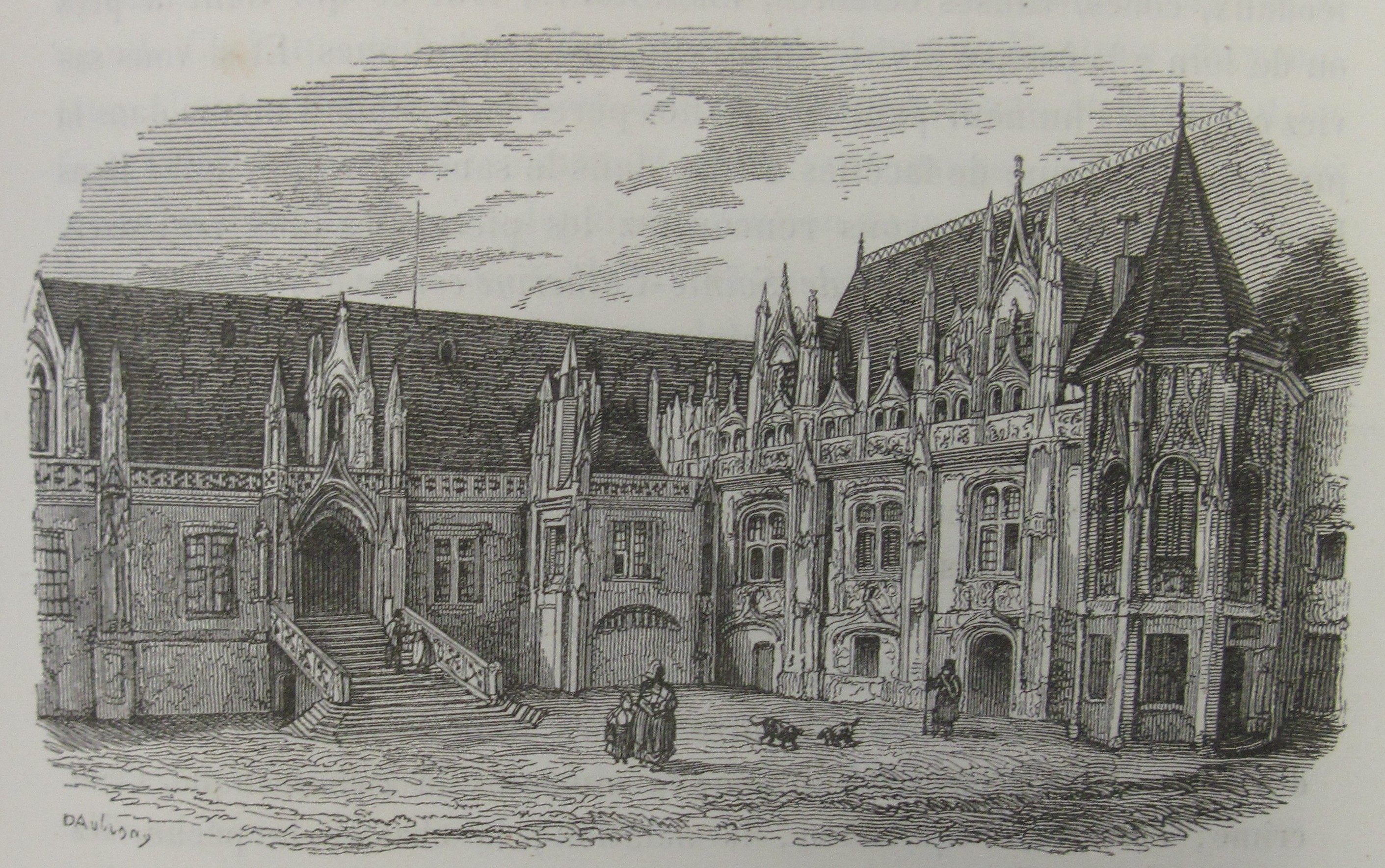
Gravure tirée de La Normandie de Jules Janin (vers 1880).
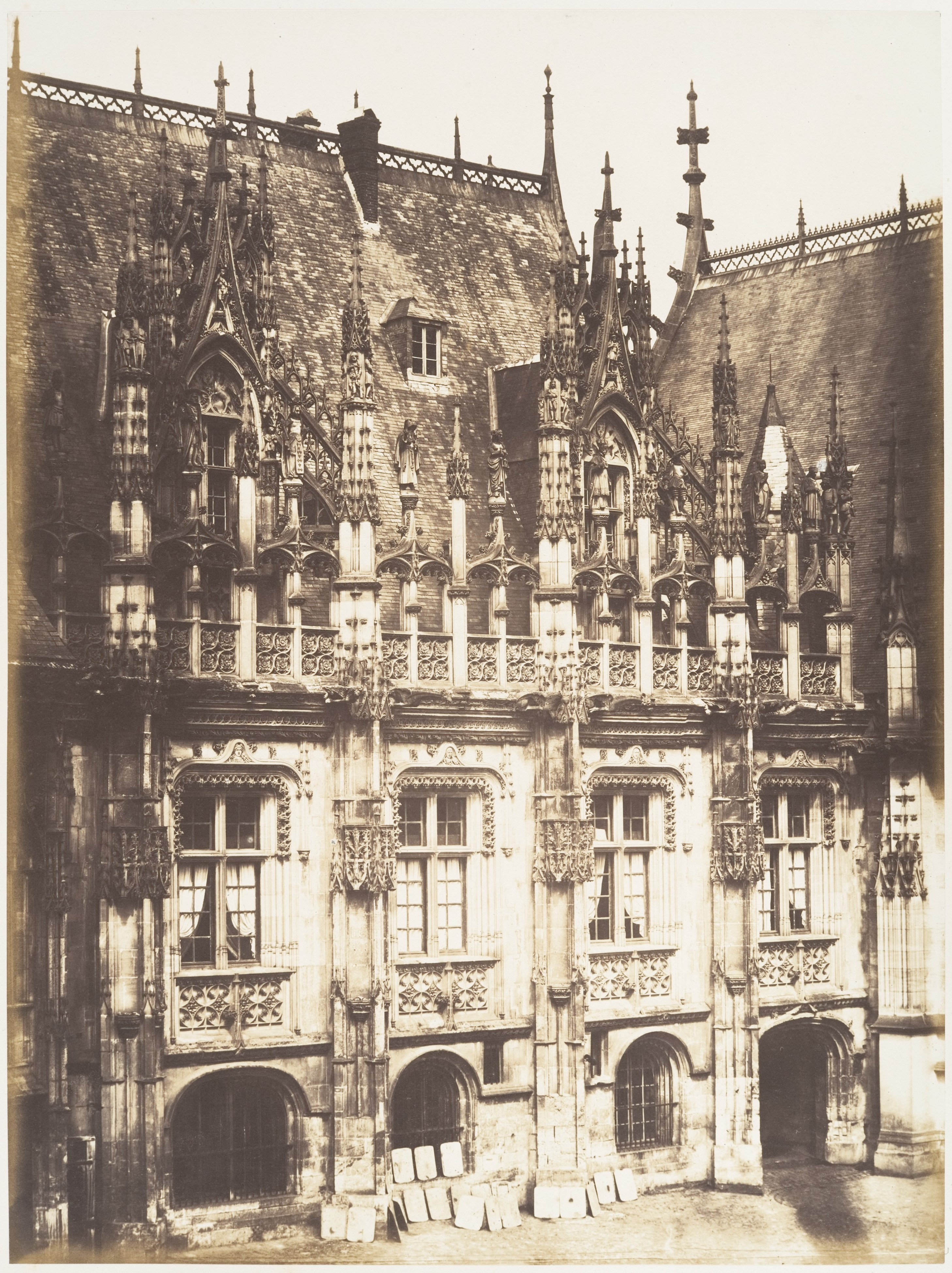
Photographie d'Edmond Bacot (1852–54, Metropolitan Museum of Art de New York).

Le graveur fontenaisien Octave de Rochebrune (1824-1900) a représenté la façade du Palais dans la cour d'honneur dans une de ses grandes eaux-fortes.